# ジョジョの奇妙な冒険
『ジョジョの奇妙な冒険』（ジョジョのきみょうなぼうけん、英語: JOJO'S BIZARRE ADVENTURE, イタリア語: Le bizzarre avventure di JoJo）は、荒木飛呂彦による日本の漫画作品。略称は「ジョジョ」。

## 作品解説
集英社の少年向け漫画雑誌『週刊少年ジャンプ』に1986年から2004年まで、2005年からは集英社の青年向け漫画雑誌『ウルトラジャンプ』に長期にわたって連載されている。シリーズの単行本は合計で100巻を越え、全てのシリーズを合わせた単行本の全世界累計発行部数は1億2000万部（2022年1月時点）を突破している。
作品全体のテーマは「人間讃歌」。仲間たちとの絆・強敵との死闘など少年漫画の基本を押さえながらも、個性的な表現方法とホラーサスペンス的な不気味さで独自の世界観を築き上げており、その作風は「王道を行きながら実験的」と評されている。少年誌にして「大人向け」といえる作風であり、荒木自身も「子ども向けに描いてはいない」と発言している。
メディア展開はおおむね各部ごとに行われており、アニメ化やゲーム化、小説化、映画化などが行われている。
外伝作品も複数発表されており、Part4のサブキャラクターを主人公に据えた『デッドマンズQ』『岸辺露伴は動かない』の2本は短編集『死刑執行中脱獄進行中』に収録されている。『露伴』はシリーズ化し、他紙に出張したり派生もしている。他作者によるスピンオフ作品も複数ある。
そのほか、番外編『オインゴとボインゴ兄弟 大冒険』（文庫本・全1巻）もある。これはPart3の作中作であるボインゴの漫画自体を独立させ、岸辺露伴の解説をつけるなど実物の漫画作品としたものであり、Part3の文庫に合わせて刊行されたが、その後は絶版になっている。
25巻（Part3、ダービー弟戦）から、全ての漢字にルビが振られるようになった（正確には、漢数字を除く）。

## 記念企画

### 連載25周年
2012年、本作は連載開始25周年を迎え、それに先立ち2011年4月1日に荒木の公式サイト「JOJO.com」がオープンした。
2011年9月より人気小説家とジョジョの奇妙な冒険がコラボする特別企画「VS JOJO」が開始され、第1弾として上遠野浩平による『恥知らずのパープルヘイズ -ジョジョの奇妙な冒険より-』、第2弾として西尾維新による『JOJO’S BIZARRE ADVENTURE OVER HEAVEN』、第3弾として舞城王太郎による『JORGE JOESTAR』がそれぞれ発表された。
2012年3月には、本作の原画展である「荒木飛呂彦原画展 ジョジョ展」の開催が発表され、宮城県にて7月28日から8月14日の日程で「荒木飛呂彦原画展 ジョジョ展 in S市杜王町」が、東京都にて「荒木飛呂彦原画展 ジョジョ展 東京」が10月6日から11月4日の日程ででそれぞれ開催された。仙台のジョジョ展では、当時連載中であったジョジョリオンに登場する「杜王銘菓 ごま蜜団子」が数量限定で発売された。
7月5日に行われた「荒木飛呂彦原画展 ジョジョ展」の記者発表会では、本作初となるテレビアニメ化及び新作ゲーム「ジョジョの奇妙な冒険 オールスターバトル」の制作が発表された。
9月19日に発売されたウルトラジャンプ10月号には、鳥山明、尾田栄一郎、CLAMP、冨樫義博、武井宏之ら22名からのイラスト＆メッセージを始めとした様々な情報が収められた、ジョジョの奇妙な冒険25周年の記念ブック「25YEARS WITH JOJO」が収録された。
10月5日には、連載25周年を記念した荒木責任編集のムック「JOJOmenon（ジョジョメノン）」が発売された。
2013年9月19日には、連載25周年を記念した画集「JOJOVELLER 完全限定版」が発売された。

### 連載35周年
2022年、本作は連載開始35周年を迎えた。
35周年を記念して、1冊全てがジョジョの奇妙な冒険で構成された専門誌「JOJO magazine（ジョジョマガジン）」が3月19日に発売されることが決定した。荒木がカバーイラストを描き下ろす他、「岸辺露伴は動かない」の新作読切、新作スピンオフ小説、最新作までを網羅したアニメ特集、スピンオフドラマ「岸辺露伴は動かない」シリーズで露伴役を務めた高橋一生のインタビューなどが収録された。
3月10日には、2013年に発売された「ジョジョの奇妙な冒険オールスターバトル」をリメイクしたゲームソフト「ジョジョの奇妙な冒険 オールスターバトルR（アール）」の2022年初秋発売が発表された。声優は全てアニメに準拠する形で変更となっている他、9名の追加キャラクターや新モードなどが盛り込まれた。
4月19日と5月19日にそれぞれ発売されるウルトラジャンプ5月号と6月号にて、前後編からなる『岸辺露伴は動かない』の新作「エピソード11 ドリッピング画法」が掲載された他、4月30日〜5月28日に金沢21世紀美術館（石川県金沢市）で開催予定の原画展「荒木飛呂彦原画展 JOJO 冒険の波紋」では、シリーズ第8部「ジョジョリオン」の新規イラストが追加展示された。
7月14日には、本作の35周年を記念してガイドブック『地球の歩き方 JOJO ジョジョの奇妙な冒険』が学研プラスより発売された。杜王町のモデルになった宮城・仙台市をはじめ、第1部から第8部までの物語の舞台を徹底網羅する内容となっている。
8月19日発売のウルトラジャンプでは、本作35周年を記念したパーカーの応募者全員サービスが実施された。
12月19日、2冊目となる専門誌「JOJO magazine 2022 WINTER」が発売された。前作同様に荒木がカバーを書き下ろした他、書き下ろし企画「続・荒木飛呂彦の漫画術」、ドラマ「岸辺露伴は動かない」より岸辺露伴役の高橋一生と泉京香役の飯豊まりえの対談、原画展金沢会場の記録、アニメ「ジョジョの奇妙な冒険 ストーンオーシャン」より徐倫役のファイルーズあいと土肥範子プロデューサーの対談、原作の第1部・第2部特集などが収録された。
また同日には、初のクイズ本「JOJO's Bizarre Quizzes 500 ジョジョの奇妙な問題集」や北國ばらっどによる短編小説集第3弾となる「岸辺露伴は倒れない」、スピンオフ作品「ジョジョの奇妙な冒険 クレイジー・Dの悪霊的失恋」2巻といった関連書籍も発売され、記念企画としてファイルーズあいとケンドーコバヤシがジョジョクイズに挑む特番がYouTube上で公開された。
そして「JOJO magazine 2022 WINTER」にて、本作の第9部となる「The JOJOLands」の始動が正式に発表された。第8部「ジョジョリオン」の完結からおよそ1年半ぶりとなる新シリーズであり、翌2023年2月17日発売のウルトラジャンプ2023年3月号より連載を開始した。

## 制作背景
荒木は「当初から意識していたのは、これまで読んだことがない新しいストーリーを作ろうということ。当時の「週刊少年ジャンプ」編集部の方針も何かそういう空気があって、「王道のスポーツ漫画なんか描いてきたらボツにするよ」というような（笑）」と語っている。
具体的には、「ストーリーとしては、「エデンの東」のような大河ドラマや、子供の時から好きで読んでいる「シャーロック・ホームズ」やホラー短編集を、自分なりにすごく分析して作りました。ストーリーが綿密に組み立てられて、何らかの伏線があってオチに向かっていくというような。「武装ポーカー」の時代から、ストーリーにこだわって、すごく冒険的に作ってきた感じはあります」とのこと。

### 旅行
荒木は本作の連載を開始する前にヨーロッパ旅行へ行っており、「実物には写真では伝わらないアイデアがいっぱい入っていたり、すごく感動したんですよね。雑誌などの写真で見るのとは全く違うインプットがあった。特にイタリアで見た宗教画やフレスコ画というのは、写真で見ると古典作品としか感じなかったけど、実際に見ると斬新だし、何かもう圧倒されてしまって。この辺から学んでいけば、自分の絵の道が開けるのかなと思いました」と語っている。
第2部の連載終了後の1989年頃には、当時の担当編集・椛島良介に連れられてエジプト旅行に行っており、それで描いたのがジョジョだとも語っている。

### 頭脳戦
本作は、力と力がぶつかり合い、力が強いものが勝つという少年漫画のパターンをなぞるのではなく、能力同士の相性や知恵を使う頭脳戦というメソッドを確立した。
荒木は週刊少年ジャンプ初連載となる『魔少年ビーティー』の人気が低迷し10回で打ち切られた後、不人気の理由を担当編集者と検討した際、なぜか最終回のアンケート結果だけが好評だったのかを探っていくと、1-9回は高い知能を持つ主人公が肉体派の敵を一方的にやり込める話だが、最終回のみライバルも力ではなく頭脳で対抗するという構図が『スリルとサスペンス』を盛り上げたためではないかと推測しており、この時点で『主人公と敵の頭脳戦』が人気をとれるという考えにいたっていたという。
その後連載した『バオー来訪者』からは、多種多様なキャラクターが互いの強さを競い合うバトル系の作品を中心に描くようになる。荒木は、貧弱な肉体の持ち主でも自身の弱さを突きぬければヒーローに勝てるかも知れないと考えていた。また現実的な理由として、当時既に存在していた表現のスキマを狙わなければ生き残れないという状況もあり、頭脳戦というスタイルを開拓していった。

### 世代交代
荒木は、第1部の連載を開始した時点で既に第3部までの構想が出来上がっていたと語っており、誰にも言わなかったものの「エデンの東」のように世代が変わっていく話を核にすることが出来たらいいと考えていた。またホラー作品が好きでその要素を取り入れたかったとも語り、「一番怖いことって何か」を考えたときに「先祖の代からの恨みで襲われること」だという結論に至ったことも影響している。

### スタンドの登場
本作は、第1部及び第2部では「波紋」という超能力が用いられたが、第3部以降からは新たに「スタンド」という概念が打ち出された。
荒木は「もうちょっと実感的に相手を叩きに行くみたいな、それこそマンガ的な絵を作りたかった」と語っている。イメージとしては、「エネルギーを絵にしたものが出てきて相手や物体を壊しに行く、そのとき守護霊とかが出てくる感じ」ならば漫画として読者に伝わると思い、「これまでのように、超能力者が何か念じて物体がいきなりバーンと割れるより、スタンドが実際に動くことで、相手とのヒリヒリするような距離感も表現できる」と考えた。
また椛島に「もう波紋、古いよな」「波紋あきてきたよねえ」等と言われそのプレッシャーで考え出したという側面もある。椛島はスタンドが登場した際に、「これでヒットだ」と思ったことを明かしている。

## 沿革
- 1986年12月、『週刊少年ジャンプ』にて第1部『ファントムブラッド』連載開始。
- 1987年8月、単行本第1巻発売。
- 1987年10月、『ファントムブラッド』完結。
- 1987年10月、第2部『戦闘潮流』連載開始。
- 1989年3月、『戦闘潮流』完結。
- 1989年3月、第3部『スターダストクルセイダース』連載開始。
- 1992年4月、『スターダストクルセイダース』完結。
- 1992年4月、第4部『ダイヤモンドは砕けない』連載開始。
- 1993年3月5日、原作第3部を題材としたロールプレイングゲーム『ジョジョの奇妙な冒険』発売。
- 1993年11月から1994年11月にかけて、原作第3部を描いたOVA『ジョジョの奇妙な冒険』発売。
- 1995年11月、『ダイヤモンドは砕けない』完結。
- 1995年11月、第5部『黄金の風』連載開始。
- 1997年、スピンオフ作品『岸辺露伴は動かない』第1作となる「エピソード#16 懺悔室」発表。
- 1998年から1999年にかけて、原作第3部を題材とした対戦型格闘ゲーム『ジョジョの奇妙な冒険』『ジョジョの奇妙な冒険 未来への遺産』発売。
- 1999年、スピンオフ作品『デッドマンズQ』発表。
- 1999年3月、『黄金の風』完結。
- 1999年12月、第6部『ストーンオーシャン』。
- 2000年5月から2002年1月にかけて、原作第3部を描いたOVA第2弾『ジョジョの奇妙な冒険』発売。
- 2002年7月25日、原作第5部を題材としたアクションゲーム『ジョジョの奇妙な冒険 黄金の旋風』発売。
- 2003年4月、『ストーンオーシャン』完結。同月、本作初の原画展「JOJO IN PARIS」がフランス・パリで開催。
- 2004年1月、第7部『STEEL BALL RUN』連載開始。
- 2005年3月、掲載誌を『週刊少年ジャンプ』から『ウルトラジャンプ』へ移籍。
- 2006年10月26日、原作第1部を題材としたアクションゲーム『ジョジョの奇妙な冒険 ファントムブラッド』発売。
- 2007年2月17日、原作第1部を描いた劇場アニメーション『ジョジョの奇妙な冒険 ファントムブラッド』が公開。
- 2010年3月、『STEEL BALL RUN』第20巻をもってシリーズ通算100巻到達。
- 2011年4月、『STEEL BALL RUN』完結。
- 2011年5月、第8部『ジョジョリオン』連載開始。
- 2012年、シリーズ連載25周年を迎える。同年7月28日から8月14日まで国内初の原画展「荒木飛呂彦原画展 ジョジョ展 in S市杜王町」が仙台で開催。
- 2012年10月から2013年3月まで原作第1部と第2部を描いたテレビアニメ『ジョジョの奇妙な冒険』が放送された。
- 2012年12月22日、『SPUR』2013年2月号にスピンオフ作品『徐倫、GUCCIで飛ぶ』掲載。
- 2013年6月28日から7月14日、原画展「HIROHIKO ARAKI AN EXCLUSIVE MANGA EXHIBITION IN FLORENCE」がイタリア・フィレンツェで開催。
- 2013年8月29日、原作第8部までの主要キャラクターで構成された対戦型格闘ゲーム『ジョジョの奇妙な冒険 オールスターバトル』発売。
- 2013年11月19日、『岸辺露伴は動かない』第1巻発売。
- 2014年3月10日、モバイルゲーム『ジョジョの奇妙な冒険 スターダストシューターズ』配信開始。2021年4月13日サービス終了。
- 2014年4月から10月、2015年1月から6月にかけて原作第3部を描いたテレビアニメ『ジョジョの奇妙な冒険 スターダストクルセイダース』が放送された。
- 2015年12月17日、原作第8部までを題材としたアクションゲーム『ジョジョの奇妙な冒険 アイズオブヘブン』発売。
- 2016年4月から12月まで、原作第4部を描いたテレビアニメ『ジョジョの奇妙な冒険 ダイヤモンドは砕けない』が放送された。
- 2016年12月、『ジョジョリオン』第14巻をもってシリーズ累計発行部数が1億部突破。
- 2017年2月21日、モバイルゲーム『ジョジョの奇妙な冒険 ダイヤモンドレコーズ』配信開始。2019年11月18日サービス終了。
- 2017年6月、OVA『岸辺露伴は動かない』第1作「富豪村」発売。
- 2017年8月4日、原作第4部を題材とした実写映画『ジョジョの奇妙な冒険 ダイヤモンドは砕けない 第一章』公開。
- 2017年8月12日から9月10日まで、「荒木飛呂彦原画展 ジョジョ展 in S市杜王町 2017」が仙台で開催。
- 2018年8月24日から10月1日まで、東京の国立新美術館で原画展「荒木飛呂彦原画展 JOJO 冒険の波紋」開催。
- 2018年10月から2019年7月まで、原作第5部を描いたテレビアニメ『ジョジョの奇妙な冒険 黄金の風』が放送された。
- 2018年10月10日、モバイルゲーム『ジョジョのピタパタポップ』配信開始。2021年9月2日サービス終了。
- 2019年12月18日、原作第6部までの主要キャラクターで構成されたアーケードゲーム『ジョジョの奇妙な冒険 ラストサバイバー』稼働。
- 2020年12月28日から30日にかけて、テレビドラマ『岸辺露伴は動かない』第1期「富豪村」「D・N・A」「くしゃがら」放送。
- 2021年8月、『ジョジョリオン』完結。
- 2021年12月27日から29日にかけて、テレビドラマ『岸辺露伴は動かない』第2期「ザ・ラン」「六壁坂」「背中の正面」放送。
- 2022年、シリーズ連載35周年を迎える。同年1月から3月、同年10月から2023年4月にかけて原作第6部を描いたテレビアニメ『ジョジョの奇妙な冒険 ストーンオーシャン』が放送された。また同年、テレビアニメシリーズが放送開始10周年を迎える。
- 2022年3月19日、本シリーズの専門誌『JOJO magazine』刊行開始。
- 2022年9月1日、『ジョジョの奇妙な冒険 オールスターバトル』をリメイクした『ジョジョの奇妙な冒険 オールスターバトルR』発売。
- 2022年12月26日と27日、テレビドラマ『岸辺露伴は動かない』第3期「ホットサマー・マーサ」「ジャンケン小僧」放送。
- 2023年2月、第9部『The JOJOLands』連載開始。
- 2023年5月26日、実写映画『岸辺露伴 ルーヴルへ行く』公開。
- 2024年2月12日、原作第1部を題材としたミュージカル『ジョジョの奇妙な冒険 ファントムブラッド』上演開始。
- 2024年5月5日、テレビドラマ『岸辺露伴は動かない』第4期「密漁海岸」放送。
- 2025年5月23日、実写映画『岸辺露伴は動かない 懺悔室』公開。

## テーマ
「人間賛歌」
本作では、シリーズ全体を通し、一貫して「人間賛歌」がテーマとして掲げられている。具体的に、荒木は人間賛歌について以下のように語っている。
『人間は素晴らしい』という前向きな肯定です。何かの困難に遭ったとき、それを解決し、道を切り拓いていくのは人間の力によるのであって、そこで急に神様が来て助けてくれたり、魔法の剣が突然落ちてきて、拾って戦ったら勝ってしまった、という都合のいい偶然は『ジョジョ』ではけっして起こりません—荒木飛呂彦、『荒木飛呂彦の漫画術』
荒木は「少年漫画の登場人物は常に前向きでなくてはいけないというのがルール」だとしている。「後ろ向きになる」「闘うことを悩み続ける」といったマイナス要素を入れ込むと読者がうんざりしてしまうと語っており、「成長すること」「闘うことに悩まないこと」「闘うときは孤独であること」が大原則だというスタンスをとっている。『ジョジョ』ではそのルールを忠実にのっとり、その点で荒木は『ジョジョ』を王道の漫画だとしている。また悪役についても荒木は主人公側と同じく前向きであることを重要視しており、以下のように語っている。
最終的な善悪の判断は読者の視点次第でいくらでも変わります。キャラクター次第で変わり、それが激突する。『ジョジョ』の登場人物はとにかく成長したいと思っています。陰湿な敵であっても自分の信念を貫いていたり、高潔だったりすれば読者からの共感は得られる。ここが重要なんですね。前向きだと怖いんです—荒木飛呂彦、「これ以上、王道の漫画はない」――荒木飛呂彦が「ジョジョ」を描き続ける理由
「意志」
荒木は「人間賛歌」と並ぶもう一つのテーマとして、「残された人に意志を残し、受け継がれていく」ことを挙げている。
本作では勝利と同じぐらい重要なシーンとして「敗北」が描かれており、荒木も「敗れはしても、決して負けていない」という立場で描いているという。荒木は「戦う過程のなかで、その人間が何を選択するのか」に興味があるとしており、「人は死んで終わりではない」「敗北したとしても、誰かが意志を継いでいく。僕はそれを人間の美しさだと思っています」と語っている。

## あらすじ
本作は単独の人物を主人公としておらず、主人公が変わるごとに「第○部（○部分に数字）」と部数が進み、作品のサブタイトルも変わる形式を採用している。また主人公が変わるだけでなく、作品の舞台やジャンルも各部ごとに変化しており、基本的には各部ごとに話が完結する仕組みとなっている。
しかしながら、世界観自体はPart1から一貫しており、ジョースター一族とその奇妙な運命を描く大河群像劇となっている。また、各部で登場した人物や道具が後の部で再登場したり影響を与えていることも多く、運命や因縁といったものに主眼が置かれている。なお、本作には2つの独立した世界線が存在する。

### Part1 - Part6の世界
Part1「ファントムブラッド」からPart6「ストーンオーシャン」までで1つの世界線を成しており、1つの世界観になっている
全体としての大きな流れは、ジョナサン・ジョースターとその血を受け継ぐ者たちと、邪悪な吸血鬼と化したディオ・ブランドーやその因縁との、1世紀以上に亘って繰り広げられる戦いを描くものになっている。

### Part7以降の世界
Part7以降は、Part6終盤でプッチのメイドインヘブンでの完全に世界が一巡していないこと影響し、それまでの世界線とは設定が全く異なるパラレルワールドに舞台が移った。
それ以前の世界と同じくジョースター家やツェペリ家、ディオ等が登場するものの、それらは名称だけであり直接的な繋がりは一切ない。また、石仮面や波紋といったPart6以前の世界観は基本的に全てリセットされ、スタンドが引き継がれるのみにとどまっている（なお、スタンド自体も新たに定義し直されている）。

## 副題
現在使用されている副題はPart6の執筆時に後から付けられたものであり、それまでは日本語で第○部と表記し、主人公名と現在の副題とは別のサブタイトルが付けられていた。作者はPart3の執筆時から副題を付けるつもりであったが、既存のジャンプ・コミックスとの整合性が取れなくなるという理由で編集部から却下された。こういう初期事情から、単行本（ジャンプコミックス）はPart5（63巻）までは副題が書かれておらず一貫して「ジョジョの奇妙な冒険」として刊行されており、部区切りも単行本をまたぐ。後の文庫版や廉価版などはPart・副題ごとに区切って刊行されている。
3部以降の副題には、主人公のスタンドと同様の鉱物・自然界の4大元素が含まれており、作者が意図して入れたもの。
これと同様に、単行本収録の際の各話の副題でも、Part1・2は雑誌掲載時のものがそのまま使われたが、Part3以降は副題を付け直し、「○○ その (1) 」のように1つの副題を何話かに分ける方式をとった。後にこの方式は、Part3以降との整合性からPart1・2の文庫版収録時にも採用され、各話の副題が付け直された。
英語表記の「JOJO'S BIZARRE ADVENTURE」も連載開始時から用意されており、たびたび使用されているが、Parte5（第5部）でのみイタリア語表記の「LE BIZZARRE AVVENTURE DI GIOGIO」が代わりに使用され、ジョジョの綴りが「JOJO」から「GIOGIO」に変更されている。
なお、『週刊少年ジャンプ』掲載時は「ロマンホラー!—深紅の秘伝説—」という編集部の考案したキャッチコピーが添えられていたが、単行本収録時とPart6以降は削除されている。

## シリーズ構成
現在までにPart1からPart9までの9部が発表されている。各部にはPart6（第6部）執筆時以降に副題が与えられており、以下の通りに構成されている。
なお、Part7『スティール・ボール・ラン』は当初、『ジョジョの奇妙な冒険』とは無関係な新作として扱われていた。2005年に掲載誌を『ウルトラジャンプ』に移してからは、正式にPart7として扱われている。続くPart8『ジョジョリオン』以降は連載当初から『ジョジョの奇妙な冒険』として扱われている。
| Part （Parte）   | 副題（日本語）             | 副題（英語） （Parte5のみイタリア語） | 連載時と単行本のサブタイトル                         | 話数    | 単行本収録巻                                            | 発表期間 (発表号)                                           |
| ---------------- | -------------------------- | ------------------------------------- | ---------------------------------------------------- | ------- | ------------------------------------------------------- | ----------------------------------------------------------- |
| Part 1           | ファントムブラッド         | Phantom Blood                         | 第一部 ジョナサン・ジョースター ―その青春―           | 全44話  | 第1巻 - 第5巻                                           | 週刊少年ジャンプ                                            |
| Part 1           | ファントムブラッド         | Phantom Blood                         | 第一部 ジョナサン・ジョースター ―その青春―           | 全44話  | 第1巻 - 第5巻                                           | 1986年12月2日 - 1987年10月13日 (1987年1・2号 - 46号)        |
| Part 2           | 戦闘潮流                   | Battle Tendency                       | 第二部 ジョセフ・ジョースター ―その誇り高き血統      | 全69話  | 第5巻 - 第12巻                                          | 1987年10月20日 - 1989年3月14日 (1987年47号 - 1989年15号)    |
| Part 3           | スターダストクルセイダース | Stardust Crusaders                    | 第三部 空条承太郎 ―未来への遺産―                     | 全152話 | 第12巻 - 第28巻                                         | 1989年3月21日 - 1992年4月14日 (1989年16号 - 1992年19号)     |
| Part 4           | ダイヤモンドは砕けない     | Diamond is Unbreakable                | 第4部 東方仗助                                       | 全174話 | 第29巻 - 第47巻                                         | 1992年4月21日 - 1995年11月21日 (1992年20号 - 1995年51号)    |
| Parte 5 (Part 5) | 黄金の風                   | VENTO AUREO （英語圏：Golden Wind）   | 第5部 ジョルノ・ジョバァーナ 【黄金なる遺産】        | 全155話 | 第47巻 - 第63巻                                         | 1995年11月28日 - 1999年3月23日 (1995年52号 - 1999年17号)    |
| Part 6           | ストーンオーシャン         | Stone Ocean                           | 第6部 空条徐倫 ―『石作りの海』（ストーンオーシャン） | 全158話 | Stone Ocean 第1巻 - 第17巻 （通算第64巻 - 第80巻）      | 1999年12月7日 - 2003年4月8日 (2000年1号 - 2003年19号)       |
| Part 7           | STEEL BALL RUN             | STEEL BALL RUN                        | なし                                                 | 全95話  | STEEL BALL RUN 第1巻 - 第24巻 （通算第81巻 - 第104巻）  | 2004年1月19日 - 10月16日 (2004年8号 - 47号)                 |
| Part 7           | STEEL BALL RUN             | STEEL BALL RUN                        | なし                                                 | 全95話  | STEEL BALL RUN 第1巻 - 第24巻 （通算第81巻 - 第104巻）  | ウルトラジャンプ                                            |
| Part 7           | STEEL BALL RUN             | STEEL BALL RUN                        | なし                                                 | 全95話  | STEEL BALL RUN 第1巻 - 第24巻 （通算第81巻 - 第104巻）  | 2005年3月19日 - 2011年4月19日 （2005年4月号 - 2011年5月号） |
| Part 8           | ジョジョリオン             | JoJolion                              | なし                                                 | 全110話 | ジョジョリオン 第1巻 - 第27巻 （通算第105巻 - 第131巻） | 2011年5月19日 - 2021年8月19日 (2011年6月号 - 2021年9月号)   |
| Part 9           | The JOJOLands              | The JOJOLands                         | なし                                                 | 連載中  | The JOJOLands 第1巻 - （通算第132巻 - ）                | 2023年2月17日 - (2023年3月号 - )                            |

Part 1 『ファントムブラッド』
シリーズ第1作。舞台は1888年のイギリス。
英国の青年貴族で強い正義感と勇気を持つ主人公ジョナサン・ジョースターと、下層階級の出身ながら類稀なカリスマ性と野望の持ち主ディオ・ブランドーの抗争劇。
「石仮面」や「波紋」を背景に、2人の成長や対立が描かれている。
Part 2 『戦闘潮流』
シリーズ第2作。舞台は1938年。
再び世界大戦の足音が聞こえ始めた中で、アメリカ・ニューヨークに住むジョナサンの孫のジョセフ・ジョースターもジョナサンと同じく「波紋」を身に付けていた。そんな中、人類を遥かに凌駕する知的生物「柱の男」たちが発掘される。
人類の脅威となりうる「柱の男」を倒すため、ジョセフたちは各地を奔走する。
Part 3 『スターダストクルセイダース』
シリーズ第3作。舞台は1988年。
100年の時を経て、ジョナサンの肉体を乗っ取ったDIO（ディオ）が復活した。それと共鳴するかのようにジョセフの孫の空条承太郎に、幽波紋（スタンド）という能力が発現する。
DIOの影響によって危篤に陥った母の空条ホリィを救うため、承太郎はジョセフらと共にDIOの潜むエジプトを目指す。
Part 4 『ダイヤモンドは砕けない』
シリーズ第4作。舞台は1999年の日本・M県S市杜王町。
ジョセフの隠し子の東方仗助の住むその町では、何者かによってスタンド使いが増え続けていた。そんな中、仗助の祖父はその内の一人であるスタンド使いの犠牲となり、帰らぬ人となる。
意志を継いで杜王町を守るため、仗助と仲間たちは町に潜むスタンド使いと闘いを繰り広げていく。
Parte 5『黄金の風』
シリーズ第5作。舞台は2001年のイタリア・ネアポリス。
DIOの息子のジョルノ・ジョバァーナ（汐華 初流乃）は、街を浄化するギャングスターになるため、街を裏から支配するギャング組織「パッショーネ」に入団する。
ボスを倒し、組織を乗っとるという野望を果たすべく、ジョルノたちは内部抗争が起こる組織でボスとの接触に挑む。
Part 6 『ストーンオーシャン』
シリーズ第6作。舞台は2011年のアメリカ・フロリダ州州立グリーン・ドルフィン・ストリート重警備刑務所。
承太郎の娘の空条徐倫は、罠にはめられて刑務所へ収監される。承太郎は救出にやって来たが、刑務所内にいた謎の敵による襲撃から徐倫をかばい仮死状態に陥ってしまう。
徐倫は父を救うべく、来襲するスタンド使いたちを退けつつ、この悪夢を仕掛けた黒幕との戦いに身を投じる。
Part 7 『スティール・ボール・ラン』
シリーズ第7作。舞台は1890年のアメリカ・サンディエゴビーチ。
Part6までとは別の世界線（パラレルワールド）で物語が展開される。
この地で北アメリカ大陸横断レース「スティール・ボール・ラン」が開催される。謎の鉄球を操る男のジャイロ・ツェペリと、下半身不随の元騎手のジョニィ・ジョースターは、それぞれの目的のためにゴールのニューヨークを目指す。
しかしレースの裏側では、国家が秘密裏に「聖人の遺体」を集めていた。
Part 8 『ジョジョリオン』
シリーズ第8作。舞台は2011年の日本・M県S市紅葉区杜王町。
世紀の大レース「スティール・ボール・ラン」から120年後。大震災を機に隆起した断層「壁の目」で、広瀬康穂は記憶を失った謎の青年を発見する。その青年は、街でフルーツパーラーを経営する名家・東方家に引き取られ、「東方定助」と名付けられる。
定助は、謎の果実「ロカカカ」やそれを巡る謎の種族・岩人間たちとの戦いを通し、過去の自分を探していく。
Part 9 『The JOJOLands』
シリーズ第9作。舞台はアメリカ・ハワイ州オアフ島。
大富豪になるという野望を達成するべく、この世の仕組み（メカニズム）の頂点に立つことを目的とする少年ジョディオ・ジョースターを描く。

## 世界観
現実世界の19世紀後半から21世紀現代までが舞台となっている。少数の吸血鬼や超能力者が存在するが一般には知らされていない。魂というものがあるとされるが、基本的に絶命した者は生き返らない。
イギリスの貴族ジョージ・ジョースター卿の血を引く一族が主人公であり、部ごとに主人公が代替わりする。主人公はいずれも「ジョジョ（JoJo, GioGio）」という愛称を持つ。ただし劇中でジョジョの愛称がよく用いられていたのはPart3初期までである。
荒木作品の特徴としてよく「擬音」と「ポーズ」が挙げられる。擬音はヘヴィメタルやホラー映画などから思いつき、擬音によって「引き込まれる感じが違う」と答えている。コミックスの表紙などで見られる「ジョジョ立ち」と呼ばれるポーズに関しては、20代の頃に初めて行ったイタリア旅行においてミケランジェロの作品に強い衝撃を受けたことをきっかけに、彫刻のように肉体を捻るポーズを自分なりに漫画の中に取り入れたかったと語っている。
他の特徴として、セリフの語尾に「ッ」「ッ!!」などをつけて口語強調することがある。セリフ回しは翻訳調と評価されることがあり、作者も肯定している。

### 波紋
Part1およびPart2は、波紋（はもん）と呼ばれる特殊能力を身につけた人間たちが吸血鬼や屍生人、「柱の男」といった人間よりもはるかに長命で強力な生物に立ち向かうという作品で、格闘戦が主体であった。
Part3以降は後述のスタンドが中心となり、波紋を用いて格闘戦が行われることは無くなった（なおPart3では、ジョセフが波紋を用いるシーンが存在する）。また、後のPart7では、波紋はスタンドにたどり着くための技術の1つであるとされており、互いに全く無関係の特殊能力というわけではないことが明かされている。

### 幽波紋（スタンド）
Part3以降は、幽波紋（スタンド）と呼ばれる精神エネルギーを具現化した能力を使う人間同士の戦いが基本となり、様々な能力があるスタンド同士の攻防・頭脳戦が作品の骨子となる。なお、各部の最後の敵は共通して時間に関する能力を持つ傾向があり、作者は「時間を支配できる奴がいたら無敵だろうな、どうやって主人公は勝つだろう、と思う」と答えている。
Part7以降で舞台となるパラレルワールドについても、スタンドのみは受け継がれている。(ザ・ワールド、THE WORLDなど)

## ジョースター家・家系図
ジョースター家の血統者に共通する特徴として、首の後ろや左肩の辺りに星形のアザがある（ただし、仗助のみ作中ではアザが確認できないが、アニメではアザが確認されている）。Part3でジョナサンの胴体を奪って復活したディオ(DIO)にもアザがあるため、ジョナサンの子孫にスタンドの影響を起こした。さらにディオの子であるジョルノ（Part5・主人公）とヴェルサス他2名（Part6・敵）も星形のアザを受け継いでいる。DIOの骨から誕生した緑色の新生物、それと融合したプッチ、血縁者のウェザーなど、星のアザとスタンドは血に影響する。星のアザを持つ者同士は、お互いの存在をなんとなく感知することができる。
設定がリセットされたPart7以降のジョースター一族にも星のアザが確認されており、ジョースターの血統であるPart8のある吉良吉影、虹村京にもアザがあり、Part8の東方定助にもアザがある。
ジョースター家の男性はほとんどが高身長かつ頑健な肩幅など、恵まれた体格を持つ。イギリス貴族のジョージI世やニューヨークで不動産王になったジョセフ、マフィアのボスまで上り詰めたジョルノなど、社会的に誰からも信頼されてトップ水準の地位を得るが、家族関係は薄幸。性格は好奇心旺盛で、旅行好きである。
ジョースター家の男子には「代々短命である」というジンクスがあるとされ（12巻）、ジョージI世、ジョナサン、ジョージII世の三代続いていたが、ジョセフが破っている。また「生涯1人の異性しか愛さない」ともされていたが（13巻）、こちらもまたジョセフが破り非嫡出子の仗助をもうけていたことが判明する。代をまたいで、結果的には承太郎はジンクスに当てはまっている。

### Part 1 - 6 の家系図
家系図はPart3・13巻で初登場して、14巻以降は単行本冒頭に掲載されている。Part4・5・6まで更新されつつ継続された。
Part1 - 6
|   |   |   |   |            |            |                    |                    |                    |                    |                    |                    | メアリー     | メアリー     | メアリー                   | メアリー                   | メアリー                   | メアリー                   |                              |                              |                              |                              |                              |                              | ジョージ・ジョースターI世 | ジョージ・ジョースターI世 | ジョージ・ジョースターI世 | ジョージ・ジョースターI世 | ジョージ・ジョースターI世 | ジョージ・ジョースターI世 |                                         |                    |  |  |                             |                             |                             |                             |                                        |                                        |                                        |                                        |                                        |                                        |            |            |            |            |
|   |   |   |   |            |            |                    |                    |                    |                    |                    |                    | メアリー     | メアリー     | メアリー                   | メアリー                   | メアリー                   | メアリー                   |                              |                              |                              |                              |                              |                              | ジョージ・ジョースターI世 | ジョージ・ジョースターI世 | ジョージ・ジョースターI世 | ジョージ・ジョースターI世 | ジョージ・ジョースターI世 | ジョージ・ジョースターI世 |                                         |                    |  |  |                             |                             |                             |                             |                                        |                                        |                                        |                                        |                                        |                                        |            |            |            |            |
|   |   |   |   |            |            |                    |                    |                    |                    |                    |                    |              |              |                            |                            |                            |                            |                              |                              |                              |                              |                              |                              |                           |                           |                           |                           |                           |                           |                                         |                    |  |  |                             |                             |                             |                             |                                        |                                        |                                        |                                        | ? （不明）                             |                                        |            |            |            |            |
|   |   |   |   |            |            |                    |                    |                    |                    |                    |                    |              |              |                            |                            |                            |                            |                              |                              |                              |                              |                              |                              |                           |                           |                           |                           |                           |                           |                                         |                    |  |  |                             |                             |                             |                             |                                        |                                        |                                        |                                        |                                        |                                        |            |            |            |            |
|   |   |   |   |            |            |                    |                    |                    |                    | エリナ             | エリナ             | エリナ       | エリナ       | エリナ                     | エリナ                     |                            |                            | ジョナサン・ジョースター1    | ジョナサン・ジョースター1    | ジョナサン・ジョースター1    | ジョナサン・ジョースター1    | ジョナサン・ジョースター1    | ジョナサン・ジョースター1    |                           |                           | ?                         | ?                         | ?                         | ?                         | ?                                       | ?                  |  |  | ディオ・ブランドー （養子） | ディオ・ブランドー （養子） | ディオ・ブランドー （養子） | ディオ・ブランドー （養子） | ディオ・ブランドー （養子）            | ディオ・ブランドー （養子）            |                                        |                                        | ? （不明）                             | ? （不明）                             | ? （不明） | ? （不明） | ? （不明） | ? （不明） |
|   |   |   |   |            |            |                    |                    |                    |                    | エリナ             | エリナ             | エリナ       | エリナ       | エリナ                     | エリナ                     |                            |                            | ジョナサン・ジョースター1    | ジョナサン・ジョースター1    | ジョナサン・ジョースター1    | ジョナサン・ジョースター1    | ジョナサン・ジョースター1    | ジョナサン・ジョースター1    |                           |                           | ?                         | ?                         | ?                         | ?                         | ?                                       | ?                  |  |  | ディオ・ブランドー （養子） | ディオ・ブランドー （養子） | ディオ・ブランドー （養子） | ディオ・ブランドー （養子） | ディオ・ブランドー （養子）            | ディオ・ブランドー （養子）            |                                        |                                        | ? （不明）                             | ? （不明）                             | ? （不明） | ? （不明） | ? （不明） | ? （不明） |
|   |   |   |   |            |            |                    |                    |                    |                    |                    |                    |              |              |                            |                            |                            |                            |                              |                              |                              |                              |                              |                              |                           |                           |                           |                           |                           |                           |                                         |                    |  |  |                             |                             |                             |                             |                                        |                                        |                                        |                                        | ? （不明）                             |                                        |            |            |            |            |
|   |   |   |   |            |            |                    |                    |                    |                    |                    |                    |              |              | ジョージ・ジョースターII世 | ジョージ・ジョースターII世 | ジョージ・ジョースターII世 | ジョージ・ジョースターII世 | ジョージ・ジョースターII世   | ジョージ・ジョースターII世   |                              |                              | リサリサ（エリザベス）       | リサリサ（エリザベス）       | リサリサ（エリザベス）    | リサリサ（エリザベス）    | リサリサ（エリザベス）    | リサリサ（エリザベス）    |                           |                           |                                         |                    |  |  |                             |                             |                             |                             |                                        |                                        |                                        |                                        |                                        |                                        |            |            |            |            |
|   |   |   |   |            |            |                    |                    |                    |                    |                    |                    |              |              | ジョージ・ジョースターII世 | ジョージ・ジョースターII世 | ジョージ・ジョースターII世 | ジョージ・ジョースターII世 | ジョージ・ジョースターII世   | ジョージ・ジョースターII世   |                              |                              | リサリサ（エリザベス）       | リサリサ（エリザベス）       | リサリサ（エリザベス）    | リサリサ（エリザベス）    | リサリサ（エリザベス）    | リサリサ（エリザベス）    |                           |                           |                                         |                    |  |  |                             |                             |                             |                             |                                        |                                        |                                        |                                        |                                        |                                        |            |            |            |            |
|   |   |   |   |            |            |                    |                    |                    |                    |                    |                    |              |              |                            |                            |                            |                            |                              |                              |                              |                              |                              |                              |                           |                           |                           |                           |                           |                           |                                         |                    |  |  |                             |                             |                             |                             |                                        |                                        |                                        |                                        |                                        |                                        |            |            |            |            |
|   |   |   |   |            |            | スージー・Q （妻） | スージー・Q （妻） | スージー・Q （妻） | スージー・Q （妻） | スージー・Q （妻） | スージー・Q （妻） |              |              |                            |                            |                            |                            | ジョセフ・ジョースター2 （） | ジョセフ・ジョースター2 （） | ジョセフ・ジョースター2 （） | ジョセフ・ジョースター2 （） | ジョセフ・ジョースター2 （） | ジョセフ・ジョースター2 （） |                           |                           | 東方 朋子 （愛人）        | 東方 朋子 （愛人）        | 東方 朋子 （愛人）        | 東方 朋子 （愛人）        | 東方 朋子 （愛人）                      | 東方 朋子 （愛人） |  |  |                             |                             |                             |                             |                                        |                                        |                                        |                                        |                                        |                                        |            |            |            |            |
|   |   |   |   |            |            | スージー・Q （妻） | スージー・Q （妻） | スージー・Q （妻） | スージー・Q （妻） | スージー・Q （妻） | スージー・Q （妻） |              |              |                            |                            |                            |                            | ジョセフ・ジョースター2 （） | ジョセフ・ジョースター2 （） | ジョセフ・ジョースター2 （） | ジョセフ・ジョースター2 （） | ジョセフ・ジョースター2 （） | ジョセフ・ジョースター2 （） |                           |                           | 東方 朋子 （愛人）        | 東方 朋子 （愛人）        | 東方 朋子 （愛人）        | 東方 朋子 （愛人）        | 東方 朋子 （愛人）                      | 東方 朋子 （愛人） |  |  |                             |                             |                             |                             |                                        |                                        |                                        |                                        |                                        |                                        |            |            |            |            |
|   |   |   |   |            |            |                    |                    |                    |                    |                    |                    |              |              |                            |                            |                            |                            |                              |                              |                              |                              |                              |                              |                           |                           |                           |                           |                           |                           |                                         |                    |  |  |                             |                             |                             |                             |                                        |                                        |                                        |                                        |                                        |                                        |            |            |            |            |
|   |   |   |   | 空条 貞夫  | 空条 貞夫  | 空条 貞夫          | 空条 貞夫          | 空条 貞夫          | 空条 貞夫          |                    |                    | ホリィ （）  | ホリィ （）  | ホリィ （）                | ホリィ （）                | ホリィ （）                | ホリィ （）                |                              |                              |                              |                              |                              |                              |                           |                           |                           |                           |                           |                           |                                         |                    |  |  |                             |                             |                             |                             |                                        |                                        |                                        |                                        |                                        |                                        |            |            |            |            |
|   |   |   |   | 空条 貞夫  | 空条 貞夫  | 空条 貞夫          | 空条 貞夫          | 空条 貞夫          | 空条 貞夫          |                    |                    | ホリィ （）  | ホリィ （）  | ホリィ （）                | ホリィ （）                | ホリィ （）                | ホリィ （）                |                              |                              |                              |                              |                              |                              |                           |                           |                           |                           |                           |                           |                                         |                    |  |  |                             |                             |                             |                             |                                        |                                        |                                        |                                        |                                        |                                        |            |            |            |            |
|   |   |   |   |            |            |                    |                    |                    |                    |                    |                    |              |              |                            |                            |                            |                            |                              |                              |                              |                              |                              |                              |                           |                           |                           |                           |                           |                           |                                         |                    |  |  |                             |                             |                             |                             |                                        |                                        |                                        |                                        |                                        |                                        |            |            |            |            |
| ? | ? | ? | ? | ?          | ?          |                    |                    | 空条 承太郎3       | 空条 承太郎3       | 空条 承太郎3       | 空条 承太郎3       | 空条 承太郎3 | 空条 承太郎3 |                            |                            |                            |                            |                              |                              |                              |                              |                              |                              |                           |                           |                           |                           |                           |                           |                                         |                    |  |  |                             |                             |                             |                             |                                        |                                        |                                        |                                        |                                        |                                        |            |            |            |            |
| ? | ? | ? | ? | ?          | ?          |                    |                    | 空条 承太郎3       | 空条 承太郎3       | 空条 承太郎3       | 空条 承太郎3       | 空条 承太郎3 | 空条 承太郎3 |                            |                            |                            |                            |                              |                              |                              |                              |                              |                              |                           |                           |                           |                           |                           |                           |                                         |                    |  |  |                             |                             |                             |                             |                                        |                                        |                                        |                                        |                                        |                                        |            |            |            |            |
|   |   |   |   |            |            |                    |                    |                    |                    |                    |                    |              |              |                            |                            |                            |                            |                              |                              |                              |                              |                              |                              |                           |                           |                           |                           |                           |                           |                                         |                    |  |  |                             |                             |                             |                             |                                        |                                        |                                        |                                        |                                        |                                        |            |            |            |            |
|   |   |   |   |            |            |                    |                    |                    |                    |                    |                    |              |              |                            |                            |                            |                            |                              |                              |                              |                              |                              |                              |                           |                           |                           |                           |                           |                           |                                         |                    |  |  |                             |                             |                             |                             |                                        |                                        |                                        |                                        |                                        |                                        |            |            |            |            |
|   |   |   |   |            |            |                    |                    |                    |                    |                    |                    |              |              | 静・ジョースター （養女）  | 静・ジョースター （養女）  | 静・ジョースター （養女）  | 静・ジョースター （養女）  | 静・ジョースター （養女）    | 静・ジョースター （養女）    |                              |                              | 東方 仗助4 （隠し子）        | 東方 仗助4 （隠し子）        | 東方 仗助4 （隠し子）     | 東方 仗助4 （隠し子）     | 東方 仗助4 （隠し子）     | 東方 仗助4 （隠し子）     |                           |                           |                                         |                    |  |  |                             |                             |                             |                             |                                        |                                        |                                        |                                        |                                        |                                        |            |            |            |            |
|   |   |   |   |            |            |                    |                    |                    |                    |                    |                    |              |              | 静・ジョースター （養女）  | 静・ジョースター （養女）  | 静・ジョースター （養女）  | 静・ジョースター （養女）  | 静・ジョースター （養女）    | 静・ジョースター （養女）    |                              |                              | 東方 仗助4 （隠し子）        | 東方 仗助4 （隠し子）        | 東方 仗助4 （隠し子）     | 東方 仗助4 （隠し子）     | 東方 仗助4 （隠し子）     | 東方 仗助4 （隠し子）     |                           |                           | ジョルノ・ジョバァーナ5 （汐華 初流乃） |                    |  |  |                             |                             |                             |                             |                                        |                                        |                                        |                                        |                                        |                                        |            |            |            |            |
|   |   |   |   | 空条 徐倫6 | 空条 徐倫6 | 空条 徐倫6         | 空条 徐倫6         | 空条 徐倫6         | 空条 徐倫6         |                    |                    |              |              |                            |                            |                            |                            |                              |                              |                              |                              |                              |                              |                           |                           |                           |                           |                           |                           |                                         |                    |  |  |                             |                             |                             |                             | ウンガロ リキエル ドナテロ・ヴェルサス | ウンガロ リキエル ドナテロ・ヴェルサス | ウンガロ リキエル ドナテロ・ヴェルサス | ウンガロ リキエル ドナテロ・ヴェルサス | ウンガロ リキエル ドナテロ・ヴェルサス | ウンガロ リキエル ドナテロ・ヴェルサス |            |            |            |            |
|   |   |   |   | 空条 徐倫6 | 空条 徐倫6 | 空条 徐倫6         | 空条 徐倫6         | 空条 徐倫6         | 空条 徐倫6         |                    |                    |              |              |                            |                            |                            |                            |                              |                              |                              |                              |                              |                              |                           |                           |                           |                           |                           |                           |                                         |                    |  |  |                             |                             |                             |                             | ウンガロ リキエル ドナテロ・ヴェルサス | ウンガロ リキエル ドナテロ・ヴェルサス | ウンガロ リキエル ドナテロ・ヴェルサス | ウンガロ リキエル ドナテロ・ヴェルサス | ウンガロ リキエル ドナテロ・ヴェルサス | ウンガロ リキエル ドナテロ・ヴェルサス |            |            |            |            |

### Part 7 - 9 の家系図
Part8の3巻で初登場し、次第に詳細が明らかになっていく。15巻以降は単行本冒頭に吉良家・東方家の現在の家系図が掲載されている。
Part7 - 9
|                     |                     |                        |                        | グレゴリオ・ツェペリ   | グレゴリオ・ツェペリ   | グレゴリオ・ツェペリ   | グレゴリオ・ツェペリ   | グレゴリオ・ツェペリ   | グレゴリオ・ツェペリ   |                              |                              |                              |                              | ジョージ・ジョースター       | ジョージ・ジョースター       | ジョージ・ジョースター            | ジョージ・ジョースター            | ジョージ・ジョースター            | ジョージ・ジョースター            |                                   |                                   |                                  |                                  |                                  |                                  |           |           | ノリスケ・ヒガシカタ （初代 東方 憲助） | ノリスケ・ヒガシカタ （初代 東方 憲助） | ノリスケ・ヒガシカタ （初代 東方 憲助） | ノリスケ・ヒガシカタ （初代 東方 憲助） | ノリスケ・ヒガシカタ （初代 東方 憲助） | ノリスケ・ヒガシカタ （初代 東方 憲助） |                     |                     |                      |                      |                      |                      |                      |                      |           |           | ブランドー母 | ブランドー母 | ブランドー母 | ブランドー母 | ブランドー母         | ブランドー母         |                      |                      |                      |                      |
|                     |                     |                        |                        | グレゴリオ・ツェペリ   | グレゴリオ・ツェペリ   | グレゴリオ・ツェペリ   | グレゴリオ・ツェペリ   | グレゴリオ・ツェペリ   | グレゴリオ・ツェペリ   |                              |                              |                              |                              | ジョージ・ジョースター       | ジョージ・ジョースター       | ジョージ・ジョースター            | ジョージ・ジョースター            | ジョージ・ジョースター            | ジョージ・ジョースター            |                                   |                                   |                                  |                                  |                                  |                                  |           |           | ノリスケ・ヒガシカタ （初代 東方 憲助） | ノリスケ・ヒガシカタ （初代 東方 憲助） | ノリスケ・ヒガシカタ （初代 東方 憲助） | ノリスケ・ヒガシカタ （初代 東方 憲助） | ノリスケ・ヒガシカタ （初代 東方 憲助） | ノリスケ・ヒガシカタ （初代 東方 憲助） |                     |                     |                      |                      |                      |                      |                      |                      |           |           | ブランドー母 | ブランドー母 | ブランドー母 | ブランドー母 | ブランドー母         | ブランドー母         |                      |                      |                      |                      |
|                     |                     |                        |                        |                        |                        |                        |                        |                        |                        |                              |                              |                              |                              |                              |                              |                                   |                                   |                                   |                                   |                                   |                                   |                                  |                                  |                                  |                                  |           |           |                                         |                                         |                                         |                                         |                                         |                                         |                     |                     |                      |                      |                      |                      |                      |                      |           |           |              |              |              |              |                      |                      |                      |                      |                      |                      |
|                     |                     |                        |                        |                        |                        |                        |                        |                        |                        |                              |                              |                              |                              |                              |                              |                                   |                                   |                                   |                                   |                                   |                                   |                                  |                                  |                                  |                                  |           |           |                                         |                                         |                                         |                                         |                                         |                                         |                     |                     |                      |                      |                      |                      |                      |                      |           |           |              |              |              |              |                      |                      |                      |                      |                      |                      |
| ジャイロ・ツェペリ7 | ジャイロ・ツェペリ7 | ジャイロ・ツェペリ7    | ジャイロ・ツェペリ7    | ジャイロ・ツェペリ7    | ジャイロ・ツェペリ7    |                        |                        | ニコラス・ジョースター | ニコラス・ジョースター | ニコラス・ジョースター       | ニコラス・ジョースター       | ニコラス・ジョースター       | ニコラス・ジョースター       |                              |                              | ジョニィ・ジョースター7           | ジョニィ・ジョースター7           | ジョニィ・ジョースター7           | ジョニィ・ジョースター7           | ジョニィ・ジョースター7           | ジョニィ・ジョースター7           |                                  |                                  | 東方 理那                        | 東方 理那                        | 東方 理那 | 東方 理那 | 東方 理那                               | 東方 理那                               |                                         |                                         |                                         |                                         |                     |                     | 東方 憲助 （二代目） | 東方 憲助 （二代目） | 東方 憲助 （二代目） | 東方 憲助 （二代目） | 東方 憲助 （二代目） | 東方 憲助 （二代目） |           |           |              |              |              |              | ディエゴ・ブランドー | ディエゴ・ブランドー | ディエゴ・ブランドー | ディエゴ・ブランドー | ディエゴ・ブランドー | ディエゴ・ブランドー |
| ジャイロ・ツェペリ7 | ジャイロ・ツェペリ7 | ジャイロ・ツェペリ7    | ジャイロ・ツェペリ7    | ジャイロ・ツェペリ7    | ジャイロ・ツェペリ7    |                        |                        | ニコラス・ジョースター | ニコラス・ジョースター | ニコラス・ジョースター       | ニコラス・ジョースター       | ニコラス・ジョースター       | ニコラス・ジョースター       |                              |                              | ジョニィ・ジョースター7           | ジョニィ・ジョースター7           | ジョニィ・ジョースター7           | ジョニィ・ジョースター7           | ジョニィ・ジョースター7           | ジョニィ・ジョースター7           |                                  |                                  | 東方 理那                        | 東方 理那                        | 東方 理那 | 東方 理那 | 東方 理那                               | 東方 理那                               |                                         |                                         |                                         |                                         |                     |                     | 東方 憲助 （二代目） | 東方 憲助 （二代目） | 東方 憲助 （二代目） | 東方 憲助 （二代目） | 東方 憲助 （二代目） | 東方 憲助 （二代目） |           |           |              |              |              |              | ディエゴ・ブランドー | ディエゴ・ブランドー | ディエゴ・ブランドー | ディエゴ・ブランドー | ディエゴ・ブランドー | ディエゴ・ブランドー |
|                     |                     |                        |                        |                        |                        |                        |                        |                        |                        |                              |                              |                              |                              |                              |                              |                                   |                                   |                                   |                                   |                                   |                                   |                                  |                                  |                                  |                                  |           |           |                                         |                                         |                                         |                                         |                                         |                                         |                     |                     |                      |                      |                      |                      |                      |                      |           |           |              |              |              |              |                      |                      |                      |                      |                      |                      |
|                     |                     |                        |                        |                        |                        |                        |                        |                        |                        |                              |                              |                              |                              |                              |                              |                                   |                                   |                                   |                                   |                                   |                                   |                                  |                                  |                                  |                                  |           |           |                                         |                                         |                                         |                                         |                                         |                                         |                     |                     |                      |                      |                      |                      |                      |                      |           |           |              |              |              |              |                      |                      |                      |                      |                      |                      |
|                     |                     |                        |                        |                        |                        |                        |                        |                        |                        |                              |                              | エリザベス                   | エリザベス                   | エリザベス                   | エリザベス                   | エリザベス                        | エリザベス                        |                                   |                                   | ジョージ・ジョースター （III世）  | ジョージ・ジョースター （III世）  | ジョージ・ジョースター （III世） | ジョージ・ジョースター （III世） | ジョージ・ジョースター （III世） | ジョージ・ジョースター （III世） |           |           |                                         |                                         |                                         |                                         |                                         |                                         |                     |                     |                      |                      |                      |                      |                      |                      |           |           |              |              |              |              |                      |                      |                      |                      |                      |                      |
|                     |                     |                        |                        |                        |                        |                        |                        |                        |                        |                              |                              | エリザベス                   | エリザベス                   | エリザベス                   | エリザベス                   | エリザベス                        | エリザベス                        |                                   |                                   | ジョージ・ジョースター （III世）  | ジョージ・ジョースター （III世）  | ジョージ・ジョースター （III世） | ジョージ・ジョースター （III世） | ジョージ・ジョースター （III世） | ジョージ・ジョースター （III世） |           |           |                                         |                                         |                                         |                                         |                                         |                                         |                     |                     |                      |                      |                      |                      |                      |                      |           |           |              |              |              |              |                      |                      |                      |                      |                      |                      |
|                     |                     |                        |                        |                        |                        |                        |                        |                        |                        |                              |                              |                              |                              |                              |                              |                                   |                                   |                                   |                                   |                                   |                                   |                                  |                                  |                                  |                                  |           |           |                                         |                                         |                                         |                                         |                                         |                                         |                     |                     |                      |                      |                      |                      |                      |                      |           |           |              |              |              |              |                      |                      |                      |                      |                      |                      |
|                     |                     |                        |                        |                        |                        |                        |                        |                        |                        |                              |                              |                              |                              |                              |                              |                                   |                                   |                                   |                                   |                                   |                                   |                                  |                                  |                                  |                                  |           |           |                                         |                                         |                                         |                                         |                                         |                                         |                     |                     |                      |                      |                      |                      |                      |                      |           |           |              |              |              |              |                      |                      |                      |                      |                      |                      |
|                     |                     |                        |                        |                        |                        |                        |                        |                        |                        |                              |                              |                              |                              |                              |                              | ジョセフ・ジョースター （仗世文） | ジョセフ・ジョースター （仗世文） | ジョセフ・ジョースター （仗世文） | ジョセフ・ジョースター （仗世文） | ジョセフ・ジョースター （仗世文） | ジョセフ・ジョースター （仗世文） |                                  |                                  | スージーQ                        | スージーQ                        | スージーQ | スージーQ | スージーQ                               | スージーQ                               |                                         |                                         |                                         |                                         |                     |                     | 東方 憲助 （三代目） | 東方 憲助 （三代目） | 東方 憲助 （三代目） | 東方 憲助 （三代目） | 東方 憲助 （三代目） | 東方 憲助 （三代目） |           |           |              |              |              |              |                      |                      |                      |                      |                      |                      |
|                     |                     |                        |                        |                        |                        |                        |                        |                        |                        |                              |                              |                              |                              |                              |                              | ジョセフ・ジョースター （仗世文） | ジョセフ・ジョースター （仗世文） | ジョセフ・ジョースター （仗世文） | ジョセフ・ジョースター （仗世文） | ジョセフ・ジョースター （仗世文） | ジョセフ・ジョースター （仗世文） |                                  |                                  | スージーQ                        | スージーQ                        | スージーQ | スージーQ | スージーQ                               | スージーQ                               |                                         |                                         |                                         |                                         |                     |                     | 東方 憲助 （三代目） | 東方 憲助 （三代目） | 東方 憲助 （三代目） | 東方 憲助 （三代目） | 東方 憲助 （三代目） | 東方 憲助 （三代目） |           |           |              |              |              |              |                      |                      |                      |                      |                      |                      |
|                     |                     |                        |                        |                        |                        |                        |                        |                        |                        |                              |                              |                              |                              |                              |                              |                                   |                                   |                                   |                                   |                                   |                                   |                                  |                                  |                                  |                                  |           |           |                                         |                                         |                                         |                                         |                                         |                                         |                     |                     |                      |                      |                      |                      |                      |                      |           |           |              |              |              |              |                      |                      |                      |                      |                      |                      |
|                     |                     |                        |                        |                        |                        |                        |                        |                        |                        |                              |                              |                              |                              |                              |                              |                                   |                                   |                                   |                                   |                                   |                                   |                                  |                                  |                                  |                                  |           |           |                                         |                                         |                                         |                                         |                                         |                                         |                     |                     |                      |                      |                      |                      |                      |                      |           |           |              |              |              |              |                      |                      |                      |                      |                      |                      |
|                     |                     |                        |                        |                        |                        |                        |                        |                        |                        |                              |                              |                              |                              |                              |                              |                                   |                                   |                                   |                                   |                                   |                                   |                                  |                                  |                                  |                                  |           |           |                                         |                                         |                                         |                                         |                                         |                                         |                     |                     |                      |                      |                      |                      |                      |                      |           |           |              |              |              |              |                      |                      |                      |                      |                      |                      |
|                     |                     |                        |                        |                        |                        |                        |                        |                        |                        |                              |                              |                              |                              |                              |                              |                                   |                                   |                                   |                                   |                                   |                                   |                                  |                                  |                                  |                                  |           |           |                                         |                                         |                                         |                                         |                                         |                                         |                     |                     |                      |                      |                      |                      |                      |                      |           |           |              |              |              |              |                      |                      |                      |                      |                      |                      |
|                     |                     |                        |                        |                        |                        |                        |                        |                        |                        | バーバラ・アン・ジョースター | バーバラ・アン・ジョースター | バーバラ・アン・ジョースター | バーバラ・アン・ジョースター | バーバラ・アン・ジョースター | バーバラ・アン・ジョースター |                                   |                                   |                                   |                                   | 吉良・ホリー・ジョースター        | 吉良・ホリー・ジョースター        | 吉良・ホリー・ジョースター       | 吉良・ホリー・ジョースター       | 吉良・ホリー・ジョースター       | 吉良・ホリー・ジョースター       |           |           | 吉良 吉輝                               | 吉良 吉輝                               | 吉良 吉輝                               | 吉良 吉輝                               | 吉良 吉輝                               | 吉良 吉輝                               |                     |                     | 東方 憲助 （四代目） | 東方 憲助 （四代目） | 東方 憲助 （四代目） | 東方 憲助 （四代目） | 東方 憲助 （四代目） | 東方 憲助 （四代目） |           |           | 東方 花都    | 東方 花都    | 東方 花都    | 東方 花都    | 東方 花都            | 東方 花都            |                      |                      |                      |                      |
|                     |                     |                        |                        |                        |                        |                        |                        |                        |                        | バーバラ・アン・ジョースター | バーバラ・アン・ジョースター | バーバラ・アン・ジョースター | バーバラ・アン・ジョースター | バーバラ・アン・ジョースター | バーバラ・アン・ジョースター |                                   |                                   |                                   |                                   | 吉良・ホリー・ジョースター        | 吉良・ホリー・ジョースター        | 吉良・ホリー・ジョースター       | 吉良・ホリー・ジョースター       | 吉良・ホリー・ジョースター       | 吉良・ホリー・ジョースター       |           |           | 吉良 吉輝                               | 吉良 吉輝                               | 吉良 吉輝                               | 吉良 吉輝                               | 吉良 吉輝                               | 吉良 吉輝                               |                     |                     | 東方 憲助 （四代目） | 東方 憲助 （四代目） | 東方 憲助 （四代目） | 東方 憲助 （四代目） | 東方 憲助 （四代目） | 東方 憲助 （四代目） |           |           | 東方 花都    | 東方 花都    | 東方 花都    | 東方 花都    | 東方 花都            | 東方 花都            |                      |                      |                      |                      |
|                     |                     |                        |                        |                        |                        |                        |                        |                        |                        |                              |                              |                              |                              |                              |                              |                                   |                                   |                                   |                                   |                                   |                                   |                                  |                                  |                                  |                                  |           |           |                                         |                                         |                                         |                                         |                                         |                                         |                     |                     |                      |                      |                      |                      |                      |                      |           |           |              |              |              |              |                      |                      |                      |                      |                      |                      |
|                     |                     |                        |                        |                        |                        |                        |                        |                        |                        |                              |                              |                              |                              |                              |                              |                                   |                                   |                                   |                                   |                                   |                                   |                                  |                                  |                                  |                                  |           |           |                                         |                                         |                                         |                                         |                                         |                                         |                     |                     |                      |                      |                      |                      |                      |                      |           |           |              |              |              |              |                      |                      |                      |                      |                      |                      |
|                     |                     |                        |                        |                        |                        |                        |                        |                        |                        |                              |                              |                              |                              |                              |                              | 虹村 京                           | 虹村 京                           | 虹村 京                           | 虹村 京                           | 虹村 京                           | 虹村 京                           |                                  |                                  | 吉良 吉影                        | 吉良 吉影                        | 吉良 吉影 | 吉良 吉影 | 吉良 吉影                               | 吉良 吉影                               |                                         |                                         | 東方 定助8 （養子）                     | 東方 定助8 （養子）                     | 東方 定助8 （養子） | 東方 定助8 （養子） | 東方 定助8 （養子）  | 東方 定助8 （養子）  |                      |                      | 東方 常敏            | 東方 常敏            | 東方 常敏 | 東方 常敏 | 東方 常敏    | 東方 常敏    |              |              | 東方 密葉            | 東方 密葉            | 東方 密葉            | 東方 密葉            | 東方 密葉            | 東方 密葉            |
|                     |                     |                        |                        |                        |                        |                        |                        |                        |                        |                              |                              |                              |                              |                              |                              | 虹村 京                           | 虹村 京                           | 虹村 京                           | 虹村 京                           | 虹村 京                           | 虹村 京                           |                                  |                                  | 吉良 吉影                        | 吉良 吉影                        | 吉良 吉影 | 吉良 吉影 | 吉良 吉影                               | 吉良 吉影                               |                                         |                                         | 東方 定助8 （養子）                     | 東方 定助8 （養子）                     | 東方 定助8 （養子） | 東方 定助8 （養子） | 東方 定助8 （養子）  | 東方 定助8 （養子）  |                      |                      | 東方 常敏            | 東方 常敏            | 東方 常敏 | 東方 常敏 | 東方 常敏    | 東方 常敏    |              |              | 東方 密葉            | 東方 密葉            | 東方 密葉            | 東方 密葉            | 東方 密葉            | 東方 密葉            |
|                     |                     |                        |                        |                        |                        |                        |                        |                        |                        |                              |                              |                              |                              |                              |                              |                                   |                                   |                                   |                                   |                                   |                                   |                                  |                                  |                                  |                                  |           |           |                                         |                                         |                                         |                                         |                                         |                                         |                     |                     |                      |                      |                      |                      | 東方 鳩              |                      |           |           |              |              |              |              |                      |                      |                      |                      |                      |                      |
|                     |                     |                        |                        |                        |                        |                        |                        |                        |                        |                              |                              |                              |                              |                              |                              |                                   |                                   |                                   |                                   |                                   |                                   |                                  |                                  |                                  |                                  |           |           |                                         |                                         |                                         |                                         |                                         |                                         |                     |                     |                      |                      |                      |                      | 東方 常秀            |                      |           |           |              |              |              |              |                      |                      |                      |                      |                      |                      |
|                     |                     |                        |                        |                        |                        |                        |                        |                        |                        |                              |                              |                              |                              |                              |                              |                                   |                                   |                                   |                                   |                                   |                                   |                                  |                                  |                                  |                                  |           |           |                                         |                                         |                                         |                                         |                                         |                                         |                     |                     |                      |                      |                      |                      | 東方 大弥            |                      |           |           |              |              |              |              |                      |                      |                      |                      |                      |                      |
|                     |                     |                        |                        |                        |                        |                        |                        |                        |                        |                              |                              |                              |                              |                              |                              |                                   |                                   |                                   |                                   |                                   |                                   |                                  |                                  |                                  |                                  |           |           |                                         |                                         |                                         |                                         |                                         |                                         |                     |                     |                      |                      |                      |                      |                      |                      |           |           |              |              |              |              |                      |                      |                      |                      |                      |                      |
|                     |                     |                        |                        |                        |                        |                        |                        |                        |                        |                              |                              |                              |                              |                              |                              |                                   |                                   |                                   |                                   |                                   |                                   |                                  |                                  |                                  |                                  |           |           |                                         |                                         |                                         |                                         |                                         |                                         |                     |                     |                      |                      |                      |                      |                      |                      |           |           |              |              |              |              |                      |                      |                      |                      |                      |                      |
|                     |                     | ドラゴナ・ジョースター | ドラゴナ・ジョースター | ドラゴナ・ジョースター | ドラゴナ・ジョースター | ドラゴナ・ジョースター | ドラゴナ・ジョースター |                        |                        | ジョディオ・ジョースター9    | ジョディオ・ジョースター9    | ジョディオ・ジョースター9    | ジョディオ・ジョースター9    | ジョディオ・ジョースター9    | ジョディオ・ジョースター9    |                                   |                                   |                                   |                                   |                                   |                                   |                                  |                                  |                                  |                                  |           |           |                                         |                                         |                                         |                                         |                                         |                                         |                     |                     |                      |                      |                      |                      |                      |                      |           |           | 東方 つるぎ  | 東方 つるぎ  | 東方 つるぎ  | 東方 つるぎ  | 東方 つるぎ          | 東方 つるぎ          |                      |                      |                      |                      |
|                     |                     | ドラゴナ・ジョースター | ドラゴナ・ジョースター | ドラゴナ・ジョースター | ドラゴナ・ジョースター | ドラゴナ・ジョースター | ドラゴナ・ジョースター |                        |                        | ジョディオ・ジョースター9    | ジョディオ・ジョースター9    | ジョディオ・ジョースター9    | ジョディオ・ジョースター9    | ジョディオ・ジョースター9    | ジョディオ・ジョースター9    |                                   |                                   |                                   |                                   |                                   |                                   |                                  |                                  |                                  |                                  |           |           |                                         |                                         |                                         |                                         |                                         |                                         |                     |                     |                      |                      |                      |                      |                      |                      |           |           | 東方 つるぎ  | 東方 つるぎ  | 東方 つるぎ  | 東方 つるぎ  | 東方 つるぎ          | 東方 つるぎ          |                      |                      |                      |                      |
|                     |                     |                        |                        |                        |                        |                        |                        |                        |                        |                              |                              |                              |                              |                              |                              |                                   |                                   |                                   |                                   |                                   |                                   |                                  |                                  |                                  |                                  |           |           |                                         |                                         |                                         |                                         |                                         |                                         |                     |                     |                      |                      |                      |                      |                      |                      |           |           |              |              |              |              |                      |                      |                      |                      |                      |                      |

## 作風
連載期間は30年を超える「ジョジョの奇妙な冒険」であるが、基本的な作風は一貫している。
しかし作者の荒木は2020年のインタビューにて、「若い頃は迫力を追求して、力業で描いたりしている。でも、年齢を重ねると余裕が出てきた。若い頃はビートが激しいけど、今はゆったりした、夜のジャズのような絵を描いてみたいとか、そういうのはある」と語る。

### キャラクター作り
荒木は「『ジョジョ』はキャラクターを決めて、そこにストーリーがついていくような作り方をしている。今回は今回、来月は来月っていう作り方で、キャラクターだけが動いていく」と語る。
また著書『荒木飛呂彦の漫画術』では、キャラクターを形作っていく際に何十もの項目からなる「身上調査書」を作成していることも明かしている。

### キャラクター・スタンドの名前
登場人物およびスタンドの名前の多くは洋楽のミュージシャンやグループ名などから引用したものである。例えば各部の主人公たちの通称である「ジョジョ」の由来は、ビートルズの楽曲「ゲット・バック」の歌詞に登場する人名「ジョジョ」から引用されている。荒木はこれについて「ロック大好き。ロック少年だったから。で、バンドから名前を借りたんだけど、ルールがある。バンド名とキャラ（名前や設定、能力など）がマッチしていないとダメなんだ。だから、敵だったり味方だったりというのは、そこに理由がある」と説明しており、Part3やPart4のようにコラムで公表されたり、先述のジョジョや吉良吉影、岸辺露伴のように、対談の中で荒木が回答している例もある（詳細は各項目を参照）。
また、キャラクター名として、Part5ではイタリア語の食材名、Part6ではファッション関連のデザイナーやブランドの名前に因んだ命名も散見される。また「スタンド」という呼び方はベン・E・キングやジョン・レノンで知られるミディアムバラード曲「スタンド・バイ・ミー」から取られたことが筆者本人から明かされている。

### ファッション
荒木は作中のファッションについて、「いろんなところにデザインがあるので、それを持ってきたいなって思います。特定のアーティストというのはないですけど、男性女性区別なくとり入れているというか、男だけど花柄にしたりとか、そういうのが楽しいので。あと、機械の一部分だけデザインがいいなって思ったりすると、（キャラクターの衣装などに）描いてみたりしますね」と語る。

### カラーリング
荒木はその独特の色使いについて、「ポール・ゴーギャンが砂浜の色をピンクに塗っていたのが、子供のころから魅力的だと思っていた。何色で塗ってもいいんだ、と」と語っており、アニメの制作の際に「主人公の（東方）仗助は何色ですか？」と聞かれたことに対しては「何色とかない」というのが自身の答えであるとしている。カラフルな絵を描く理由は「色と色を組み合わせる時に驚きを感じるときがあり、それが楽しい」からだという。

### ジャンプでの掲載
『週刊少年ジャンプ』掲載時の掲載順は、看板作品のように常に前の方ではなく、良くても中間、時には最後尾になる時もあった。巻頭カラーになることが少なかったが、単行本の売り上げは順調であったため打ち切りにならなかった。Part3（28巻）までは椛島良介（現新書編集長）編集者が担当し、28巻の巻末で荒木がコメントを寄せている。
編集部からは『ジョジョ』以外の作品を描くことを薦められているが、作者は「何を描いても『ジョジョ』になってしまう」「もう『ジョジョ』しか描かないし、『ジョジョ』しか描けない」と発言している。また、雑誌のインタビューで、2004年の時点でPart9（第9部）くらいまでの構想があるとも語っている。

### トーナメントとインフレの否定
荒木は1980年代ジャンプの大ヒット漫画を評価している。その一方で、主役も敵もどんどん強くなっていくと際限がなくなるという課題に行き着いた（このような漫画はバブル時代の産物、とも評している）。だからといってマイナスや停滞にすると、読者にうんざりされるということもPart1序盤での経験でわかっていた。そこでPart3は、日本からエジプトに向かい、道中で敵と戦って前進していくという形式にした（トーナメントではなくスゴロク、と喩えている）。強弱さまざまなタイプの敵を出しつつ、最後には最強のDIOが待ち受ける。Part3は大団円を迎え、Part4に続くも、Part4の敵は「DIOより強い」とはならない。

### 悪役観
数多くの敵役・悪人が登場し、主人公たちと戦う。これらの敵は無関係の人たちを巻き込んで殺傷するが、怪物や超能力者であるため、社会正義で逮捕したり裁いたりすることができない。主人公の行動原理も、正義の「心」であって、社会正義ではない。現実のように、社会正義には腐敗や裏もある。悪人や犯罪者ほど吸血鬼やスタンド使いの素質があるともされる。敵キャラクターや悪役について、作者は「本当に強い人っていうのは悪い事はしない」「弱い人間がその弱さを攻撃に向けたときが一番怖い」と述べている。
また荒木は、「悪役のほうが自由。主人公は読者の共感を得なければならないし正しいことをしなければならないが、悪役は自由にしてよい。悪役の理論、哲学があり「貫いている悪」だと、「いいな」となる。それがないとただの悪党」とも語る。

### 初代編集者の影響
初代担当編集者は椛島良介で、デビュー前の原稿持ち込みから、Part3完結までの10年以上の間ずっと担当であった。Part3最終巻（28巻）ではスペシャルサンクスとして言及されている。79巻（Part6終盤）では、『ジョジョ』という作品は彼の意見と影響があまりにも大きく、違う編集者に会っていれば違う作品になっていたであろうとまで語っている。『JOJOVELLER HISTORY』にて2013年・Part8までの歴代編集者全員へのインタビューがあり、特に初代とは対談も収録されている。

### 作中での矛盾
作中で度々大きな矛盾が生まれたり、設定がなくなったりしている

### アニメーション
『週刊少年ジャンプ』連載中にはテレビアニメ化はされていない。1993年にはPart3がアニメ化されたが、これも「Part3の後半部をダイジェストで」「OVAとして」という異例の企画であった。テレビアニメ化には荒木は、2003年の対談の中で「たぶん、子供に見せるマンガじゃあないんで、（それは）ないと思いますけど」と答えている。Part3OVAは「前半部」が遡って作られ、2007年にはPart1が劇場アニメになった。2012年からはPart1・2から順にテレビアニメ化が行われている。

## 評価・功績
本作『ジョジョの奇妙な冒険』は、それまで単純な『力比べ』だけだった少年誌のバトル漫画に心理的な駆け引きやトリックによる『頭脳戦』を導入することで新たな展開をもたらしたと評価されている。特にPart3以降に登場する「スタンド」（様々な超能力をヴィジュアル化したキャラクター）の概念は、人物ごとに異なった能力で勝負する「能力バトル」という新形式を日本のバトル漫画全体に普及させた。これらのことから「現在のバトルマンガは全て『ジョジョ』の影響下にあると言っても過言ではない」とも評されている。
ライター・ドラマ評論家の成馬零一は本作について、その影響は多岐にわたるが中でも「スタンド」という概念を生み出したことが最大の功績だと評している。成馬はスタンドバトルが「ジャンプに心理戦の面白さを持ち込み、90年以降のジャンプ漫画のバトル表現を一気に更新した」としており、「異能力バトルの見せ方は『ジョジョ』以前と以降で、大きく変わった」と評価している。
PENICILLINのボーカリスト・HAKUEIは、本作について「さまざまな超能力を「スタンド」という人形のようなキャラクターで擬人化・可視化させたこと」が画期的だとしている。また、本作の登場以降は、「単に精神力ではなく、戦う相手との能力の相性や優劣が、ロジカルに勝敗を決めていく」ようになったとも評し、本作の連載が始まった1980年代後半からは「無敵の必殺技」が非常に少なくなっているとその影響を評価している。
ライターの島田一志はスタンドを本作最大の発明だとした上で、それ以前に大友克洋が行った超能力の表現とは別の形での可能性があることを提示し、さらに緊張感のある頭脳戦・心理戦の要素を組み込むことで、唯一無二のバトル表現を生み出したと評価している。

### 発行部数
本作の25周年記念にあたる2012年時点で、シリーズ累計発行部数は8000万部を突破している。2016年12月19日発売のシリーズ第8部『ジョジョリオン』第14巻をもって累計発行部数が1億部を突破した。これは集英社の漫画作品では『ONE PIECE』、『ドラゴンボール』、『こちら葛飾区亀有公園前派出所』、『NARUTO -ナルト-』、『SLAM DUNK』に続いて6作品目であった。荒木も「30年の間にこの作品とキャラクターたちを、手に取ってきてくれた読者の方々には感謝しかありません。けど、これがゴールではなく、30周年となる2017年も様々な企画が盛りだくさんなので、これから先も『ジョジョ』を楽しんでもらえればと願っています」とコメントを発表した。2022年1月時点で、累計発行部数は1億2000万部を突破している。

### 受賞歴
- 2006年 日本のメディア芸術100選 - マンガ部門2位[59][60]
- 2013年 第17回文化庁メディア芸術祭 - マンガ部門大賞（「ジョジョリオン」）[61]

### 本作の影響を受けた作品
成馬は、本作で描かれた特殊能力者同士のバトルという形態は、冨樫義博の『幽☆遊☆白書』や『HUNTER×HUNTER』をはじめとする後続のジャンプ漫画に影響を与え、その後は上遠野浩平の『ブギーポップは笑わない』や西尾維新の『戯言シリーズ』といったライトノベルにも広がっていったと分析している。
- 『遊☆戯☆王』

作者の高橋和希は本作の大ファンである。『遊☆戯☆王』の劇中カードゲーム『マジック&ウィザーズ』の原型は実在するカードゲームと『ジョジョ』の世界観である「スタンド」に由来し、メインキャラのメインカードはスタンドに近い設定で「精霊」と呼ばれている他、世界観は『ジョジョ』のPart3以降を元に製作している。
- 『嘘喰い』

作者の迫稔雄は荒木のことを師と仰いでおり、作品を描く上で参考にしている作品の1つに本作を挙げている。
- 『鬼滅の刃』

作者の吾峠呼世晴はジャンプ作品の中でも特に本作のファンであることを公言している。作中では呼吸法や不死身の鬼など、本作を彷彿とさせる要素が盛り込まれている。成馬は、「ものすごく邪悪で強いのだが同時に卑怯で姑息、仲間をも平気で切り捨て、生き残るためなら平気で見苦しい醜態をさらす」という鬼無辻無惨の描写に、本作の影響が強く表れていると評している。
- 『ブギーポップシリーズ』

作者の上遠野浩平は荒木からの影響をたびたび語っている。同シリーズでは、荒木と同様に作中に登場する固有名詞等が海外のミュージシャンや曲名を元にしており、洋楽を聴き始めたのは本作の影響と述べている。
- 『文豪ストレイドッグス』

原作者の朝霧カフカは、影響を受けた作品に本作を挙げており、「特殊な能力を使いながらも、日常世界となめらかに接続されているところが勉強になります」と語っている。
- 『異修羅』

作者の珪素は、影響を受けた作品として『嘘喰い』、『喧嘩稼業』と共に本作を挙げている。特に「戦闘中の、読み合いや能力の裏をかくなどして敵を上回って勝つ」という点を学んだという。

## 日本国外での反響
日本国外では、イタリアで "Le bizzarre avventure di Jojo"、台湾では『JOJO冒険野郎』のタイトルで知られる。イタリア語版の本作品のタイトルも「JOJO」である。柔道がjudoであるように、外来語としては J の字もあり得るため、オリジナル準拠の表記とされている。ただし、Parte5が開始している70巻（日本語版とは巻数が異なる）の表紙はGioGioと表記されている。2005年9月からはPart3のみアメリカ合衆国でも発売されている。
アメリカ版では権利関係の問題を回避するため「エンヤ婆」が"Enyaba Geil"に、「呪いのデーボ」が"Soul Sacrifice"になっているなど、アーティスト由来の人物名が変更されている。アーティストに由来する名称だが、一般に見られる姓名であるポルナレフやアヴドゥルはそのままとなっている。また、ストーリーでは暴力的・宗教的問題がある部分の表現とイラストが変更されたりしたため、日本では大ヒットしたもののアメリカでは商業的にあまり振るわない作品の1つに数えられることがある。
米NBCで放送されたドラマ『HEROES』に登場する日本人キャラクターヒロ・ナカムラ（演：マシ・オカ）の有する特殊能力「Time Manipulation（時空間コントロール）」はヒロが憧れているマンガキャラの一人、空条承太郎（およびディオ・ブランドー）の時を止めるスタンド能力に由来するものであり、ヒロ自身のブログのHNも「Jotaro Kujo（空条承太郎）」にしている。なお、「ジョジョの奇妙な冒険」へのオマージュとして『HEROES』の2、3シーズンでは複数のエピソードで「無駄無駄無駄無駄無駄」という台詞が使用されている（英語版ページより）。
2023年5月、タイの前進党が作成した選挙ポスターが、本作を彷彿とさせるタッチとポーズで描かれているとSNS上で話題となった。

### インターネット・ミームとして
2012年10月から2013年4月にかけて放映された本作のテレビアニメ1stシーズンにて、イエスの楽曲「ラウンドアバウト」がエンディング・テーマとして起用され、その際に用いられた、「To Be Continued」と書かれた矢印と共にエンディングに突入する表現が人気を博した。具体的には、TwitterやInstagram、TikTokなどのSNS上で「さあ、ここからどうなるのか」というタイミングで「To be continued...」の矢印が登場し、この先が知りたいという欲求をさらに駆り立てるようなエンディングで笑いや好奇心をもたらすネタが世界的に大流行した。2016年頃から「To Be Continued」動画集などの形で話題になり、「To Be Continued compilation 2」と題された動画が2018年時点で1200万回以上再生される大ヒットを記録した。その後は動画が簡単に作成できる専用アプリが作成されるなど、いまだ衰えぬ人気を見せている。ほかにも「そこにしびれるあこがれるゥ」は聞いたことがあるのではないのか。

## 書誌情報
単行本では、セリフの細かいミスなどはあまり修正されずにそのまま版を重ねる傾向があった。そのような箇所は、2002年の文庫版化に伴って一斉に微変更・修正が行われている。

### 単行本
- 荒木飛呂彦 『ジョジョの奇妙な冒険』 集英社〈ジャンプ・コミックス〉、全63巻
  1. 「侵略者ディオの巻」1987年8月10日発売[74]、ISBN 4-08-851126-3
  2. 「血の渇き！ の巻」1988年1月8日発売[75]、ISBN 4-08-851127-1
  3. 「暗黒の騎士の巻」1988年4月8日発売[76]、ISBN 4-08-851128-X
  4. 「双首竜の間への巻」1988年6月10日発売[77]、ISBN 4-08-851129-8
  5. 「最後の波紋！ の巻」1988年8月10日発売[78]、ISBN 4-08-851130-1
  6. 「JOJO vs. 究極生物の巻」1988年10月7日発売[79]、ISBN 4-08-851062-3
  7. 「エイジャの赤石の巻」1988年12月6日発売[80]、ISBN 4-08-851063-1
  8. 「最終試練！ の巻」1989年2月10日発売[81]、ISBN 4-08-851064-X
  9. 「死の崖へ つっ走れの巻」1989年4月10日発売[82]、ISBN 4-08-851065-8
  10. 「鮮赤のシャボンの巻」1989年6月9日発売[83]、ISBN 4-08-851066-6
  11. 「風にかえる戦士の巻」1989年8月10日発売[84]、ISBN 4-08-851067-4
  12. 「超生物の誕生!! の巻」1989年10月9日発売[85]、ISBN 4-08-851068-2
  13. 「DIOの呪縛の巻」1989年12月5日発売[86]、ISBN 4-08-851069-0
  14. 「無人船と猿の巻」1990年2月9日発売[87]、ISBN 4-08-851070-4
  15. 「銃は剣よりも強しの巻」1990年4月10日発売[88]、ISBN 4-08-851215-4
  16. 「戦いの年季！ の巻」1990年6月8日発売[89]、ISBN 4-08-851216-2
  17. 「恐ろしき恋人の巻」1990年8月8日発売[90]、ISBN 4-08-851217-0
  18. 「夢のDEATH13の巻」1990年10月8日発売[91]、ISBN 4-08-851218-9
  19. 「魔法のランプの巻」1990年12月4日発売[92]、ISBN 4-08-851219-7
  20. 「爆弾仕かけのオレンジの巻」1991年2月8日発売[93]、ISBN 4-08-851220-0
  21. 「脚がグンバツの女の巻」1991年5月10日発売売[94]、ISBN 4-08-851564-1
  22. 「密室で消失の巻」1991年7月10日発売[95]、ISBN 4-08-851565-X
  23. 「ダービーズコレクションの巻」」1991年9月10日発売[96]、ISBN 4-08-851566-8
  24. 「地獄の門番ペット・ショップの巻」1991年11月8日発売[97]、ISBN 4-08-851567-6
  25. 「ダービー・ザ・プレーヤーの巻」1992年2月10日発売[98]、ISBN 4-08-851568-4
  26. 「亜空の瘴気 ヴァニラ・アイスの巻」1992年4月10日発売[99]、ISBN 4-08-851569-2
  27. 「DIOの世界の巻」1992年6月10日発売[100]、ISBN 4-08-851570-6
  28. 「遥かなる旅路 さらば友よの巻」1992年8月4日発売[101]、ISBN 4-08-851634-6
  29. 「東方仗助登場の巻」1992年11月4日発売[102]、ISBN 4-08-851635-4
  30. 「虹村億泰・形兆の巻」1993年1月7日発売[103]、ISBN 4-08-851636-2
  31. 「広瀬康一（エコーズ）の巻」1993年3月4日発売売[104]、ISBN 4-08-851637-0
  32. 「山岸由花子は恋をするの巻」1993年5月10日発売[105]、ISBN 4-08-851638-9
  33. 「イタリア料理を食べに行こうの巻」1993年7月2日発売[106]、ISBN 4-08-851639-7
  34. 「漫画のうちへ遊びに行こうの巻」1993年9月3日発売[107]、ISBN 4-08-851640-0
  35. 「岸辺露伴の冒険の巻」1993年11月4日発売[108]、ISBN 4-08-851405-X
  36. 「「重ちー」の収穫の巻」1994年2月4日発売[109]、ISBN 4-08-851406-8
  37. 「吉良吉影は静かに暮らしたいの巻」1994年5月2日発売[110]、ISBN 4-08-851407-6
  38. 「シアーハートアタックの巻」1994年8月4日発売[111]、ISBN 4-08-851408-4
  39. 「父の涙の巻」1994年11月4日発売[112]、ISBN 4-08-851409-2
  40. 「ジャンケン小僧がやってくる！の巻」1995年1月11日発売[113]、ISBN 4-08-851410-6
  41. 「ハイウェイ・スターの巻」1995年3月3日発売[114]、ISBN 4-08-851891-8
  42. 「猫は吉良吉影が好きの巻」1995年5月11日発売[115]、ISBN 4-08-851892-6
  43. 「エニグマは謎だ！の巻」1995年8月4日発売[116]、ISBN 4-08-851893-4
  44. 「ぼくのパパはパパじゃないの巻」1995年10月4日発売[117]、ISBN 4-08-851894-2
  45. 「アナザーワン バイツァ・ダストの巻」1996年1月10日発売[118]、ISBN 4-08-851895-0
  46. 「クレイジー・Dは砕けないの巻」1996年3月4日発売[119]、ISBN 4-08-851896-9
  47. 「さよなら杜王町－黄金の心の巻」1996年5月10日発売[120]、ISBN 4-08-851897-7
  48. 「ぼくの夢はギャング・スターの巻」1996年7月4日発売[121]、ISBN 4-08-851898-5
  49. 「ポルポの遺産を狙え！の巻」1996年9月4日発売[122]、ISBN 4-08-851899-3
  50. 「ブチャラティ幹部：ボスからの第一指令の巻」1996年11月1日発売[123]、ISBN 4-08-851119-0
  51. 「ボスからの第二指令：「鍵をゲットせよ！」の巻」1997年2月4日発売[124]、ISBN 4-08-851120-4
  52. 「フィレンツェ行き超特急の巻」1997年4月4日発売[125]、ISBN 4-08-872040-7
  53. 「ザ・グレイトフル・デッドの巻」1997年6月4日発売[126]、ISBN 4-08-872174-8
  54. 「ゴールド・エクスペリエンスの逆襲の巻」1997年9月4日発売[127]、ISBN 4-08-872174-8
  55. 「ヴェネツィア上陸作戦の巻」1997年11月4日発売[128]、ISBN 4-08-872175-6
  56. 「ガッツの「G」の巻」1998年1月9日発売[129]、ISBN 4-08-872501-8
  57. 「フライト・コードなし！ ボスの過去をあばけの巻」1998年3月4日発売[130]、ISBN 4-08-872526-3
  58. 「ぼくの名はドッピオの巻」1998年6月4日発売[131]、ISBN 4-08-872562-X
  59. 「今にも落ちて来そうな空の下での巻」1998年8月4日発売[132]、ISBN 4-08-872588-3
  60. 「コロッセオの男に会え！の巻」1998年10月2日発売[133]、ISBN 4-08-872613-8
  61. 「そいつの名はディアボロの巻」1999年1月8日発売[134]、ISBN 4-08-872652-9
  62. 「鎮魂歌は静かに奏でられるの巻」1999年3月4日発売[135]、ISBN 4-08-851126-3
  63. 「眠れる奴隷の巻」1999年4月30日発売[136]、ISBN 4-08-872709-6
- 荒木飛呂彦 『ジョジョの奇妙な冒険 Part6 ストーンオーシャン』 集英社〈ジャンプ・コミックス〉、全17巻
  1. 「囚人番号FE40536空条徐倫」2000年5月1日発売[137]、ISBN 4-08-872866-1
  2. 「グリーン・ドルフィン・ストリート刑務所の面会人」2000年8月4日発売[138]、ISBN 4-08-872899-8
  3. 「プリズナー・オブ・ラヴ」2000年10月4日発売[139]、ISBN 4-08-873027-5
  4. 「行くぞ！ フー・ファイターズ」2000年12月4日発売[140]、ISBN 4-08-873051-8
  5. 「サヴェジ・ガーデン作戦（中庭へ向かえ！）」2001年2月2日発売[141]、ISBN 4-08-873077-1
  6. 「集中豪雨警報発令」2001年4月4日発売[142]、ISBN 4-08-873103-4
  7. 「ウルトラセキュリティ微懲罰」2001年6月4日発売[143]、ISBN 4-08-873126-3
  8. 「燃えよ竜の夢」2001年9月4日発売[144]、ISBN 4-08-873160-3
  9. 「緑色の誕生」2001年11月2日発売[145]、ISBN 4-08-873183-2
  10. 「AWAKEN－目醒め」2002年2月4日発売[146]、ISBN 4-08-873225-1
  11. 「向かえ！ 天国の時」2002年4月4日発売[147]、ISBN 4-08-873250-2
  12. 「脱獄へ･･･」2002年7月4日発売[148]、ISBN 4-08-873284-7
  13. 「空高くスカイ・ハイ！」2002年9月4日発売[149]、ISBN 4-08-873315-0
  14. 「天国の時 新月まであと3日」2002年12月4日発売[150]、ISBN 4-08-873346-0
  15. 「ヘビー・ウェザー」2003年2月4日発売[151]、ISBN 4-08-873383-5
  16. 「ケープ・カナベラルにて」2003年4月4日発売[152]、ISBN 4-08-873410-6
  17. 「メイド・イン・ヘブン」2003年7月4日発売[153]、ISBN 4-08-873483-1
- 荒木飛呂彦 『STEEL BALL RUN』 集英社〈ジャンプ・コミックス〉、全24巻
  1. 「1890年9月25日 サンディエゴビーチ」2004年5月20日発売[154]、ISBN 4-08-873601-X
  2. 「1st.STAGE 15,000メートル」2004年5月20日発売[155]、ISBN 4-08-873613-3
  3. 「2nd.STAGE アリゾナ砂漠越え」2004年11月4日発売[156]、ISBN 4-08-873673-7
  4. 「ジャイロ・ツェペリの宿命」2004年11月4日発売[157]、ISBN 4-08-873689-3
  5. 「大統領の陰謀」2005年8月4日発売[158]、ISBN 4-08-873845-4
  6. 「スケアリー モンスターズ」2005年11月4日発売[159]、ISBN 4-08-873890-X
  7. 「広い広い大草原の小さな墓標」2006年3月3日発売[160]、ISBN 4-08-874117-X
  8. 「男の世界へ」2006年5月2日発売[161]、ISBN 4-08-874119-6
  9. 「嵐の夜がやってくる」2006年9月4日発売[162]、ISBN 4-08-874147-1
  10. 「イリノイ・スカイライン ミシガン・レイクライン」2006年11月2日発売[163]、ISBN 4-08-874285-0
  11. 「黄金長方形を作れ！」2007年3月2日発売[164]、ISBN 978-4-08-874336-3
  12. 「遺体への条件 友情への条件」2007年5月2日発売[165]、ISBN 978-4-08-874362-2
  13. 「壊れゆく鉄球」2007年9月4日発売[166]、ISBN 978-4-08-874420-9
  14. 「勝利者への資格」2007年12月4日発売[167]、ISBN 978-4-08-874438-4
  15. 「ゲティスバーグの夢」2008年5月2日発売[168]、ISBN 978-4-08-874518-3
  16. 「いともたやすく行われるえげつない行為」2008年9月4日発売[169]、ISBN 978-4-08-874574-9
  17. 「D4C」2009年3月4日発売[170]、ISBN 978-4-08-874648-7
  18. 「涙の乗車券」2009年7月3日発売[171]、ISBN 978-4-08-874725-5
  19. 「お金持ちにはなれない」2009年11月4日発売[172]、ISBN 978-4-08-874769-9
  20. 「ラブトレイン－世界はひとつ」2010年3月4日発売[173]、ISBN 978-4-08-870060-1
  21. 「ボール・ブレイカー」2010年7月2日発売[174]、ISBN 978-4-08-870099-1
  22. 「ブレイク・マイ・ハート ブレイク・ユア・ハート」2010年11月4日発売[175]、ISBN 978-4-08-870160-8
  23. 「ハイ・ヴォルテージ」2011年5月19日発売[176]、ISBN 978-4-08-870206-3
  24. 「星条旗よ 永遠なれ」2011年6月3日発売[177]、ISBN 978-4-08-870253-7

- 荒木飛呂彦 『ジョジョリオン』 集英社〈ジャンプ・コミックス〉、全27巻
  1. 「ようこそ 杜王町へ」2011年12月19日発売[178]、ISBN 978-4-08-870311-4
  2. 「東方定助という名前」2012年4月19日発売[179]、ISBN 978-4-08-870413-5
  3. 「その家系図」2012年9月19日発売[180]、ISBN 978-4-08-870526-2
  4. 「レモンとみかん」2013年5月17日発売[181]、ISBN 978-4-08-870642-9
  5. 「杜王町『1901年』」2013年10月18日発売[182]、ISBN 978-4-08-870830-0
  6. 「東方つるぎの目的 そして建築家」2014年3月19日発売[183]、ISBN 978-4-08-870891-1
  7. 「キング・ナッシング」2014年5月19日発売[184]、ISBN 978-4-08-880087-5
  8. 「毎日が夏休み」2014年10月17日発売[185]、ISBN 978-4-08-880238-1
  9. 「長男・東方常敏」2015年2月19日発売[186]、ISBN 978-4-08-880314-2
  10. 「ロカカカの樹を追え！」2015年7月17日発売[187]、ISBN 978-4-08-880436-1
  11. 「双児が町にやって来る」2015年12月18日発売[188]、ISBN 978-4-08-880548-1
  12. 「鳩ちゃんのボーイフレンド」2016年3月18日発売[189]、ISBN 978-4-08-880647-1
  13. 「ウォーキング・ハート」2016年7月19日発売[190]、ISBN 978-4-08-880742-3
  14. 「東方家の夜明け」2016年12月19日発売[191]、ISBN 978-4-08-880880-2
  15. 「ドロミテの青い珊瑚礁」2017年7月19日発売[192]、ISBN 978-4-08-880882-6
  16. 「母と子」2017年9月19日発売[193]、ISBN 978-4-08-881233-5
  17. 「鼻炉山から脱出しろ」2017年12月19日発売[194]、ISBN 978-4-08-881443-8
  18. 「東方家の北。果樹園」2018年7月19日発売[195]、ISBN 978-4-08-881452-0
  19. 「整形外科医－羽伴毅先生」2018年10月19日発売[196]、ISBN 978-4-08-881596-1
  20. 「一緒にお願い。ドクター・ウー」2019年3月19日発売[197]、ISBN 978-4-08-881777-4
  21. 「ザ・ワンダー・オブ・ユー」2019年7月19日発売[198]、ISBN 978-4-08-882015-6
  22. 「TG大学病院院長－明負悟」2019年12月19日発売[199]、ISBN 978-4-08-882167-2
  23. 「胸いっぱいの愛を」2020年4月17日発売[200]、ISBN 978-4-08-882278-5
  24. 「|動かないしかない|」2020年10月16日発売[201]、ISBN 978-4-08-882394-2
  25. 「究極のジレンマ」2020年12月18日発売[202]、ISBN 978-4-08-882544-1
  26. 「ゴー・ビヨンド」2021年5月19日発売[203]、ISBN 978-4-08-882697-4
  27. 「全ての呪いが解けるとき」2021年9月17日発売[204]、ISBN 978-4-08-882836-7

- 荒木飛呂彦 『The JOJOLands』 集英社〈ジャンプ・コミックス〉、既刊6巻（2025年7月17日現在）
  1. 「出発 (DEPARTURE)」2023年8月18日発売[205]、ISBN 978-4-08-883606-5
  2. 「上って行け」2023年12月19日発売[206]、ISBN 978-4-08-883765-9
  3. 「金儲けの時間」2024年4月18日発売[207]、ISBN 978-4-08-884038-3
  4. 「ジョースター兄弟」2024年8月19日発売[208]、ISBN 978-4-08-884157-1
  5. 「DEED（土地譲渡証明）」2024年12月18日発売[209]、ISBN 978-4-08-884298-1
  6. 「メガヨットに乗船せよ」2025年7月17日発売[210]、ISBN 978-4-08-884476-3

### 文庫版
- 荒木飛呂彦 『ジョジョの奇妙な冒険』 集英社〈集英社文庫〉、全50巻
  1. 「Part1 ファントムブラッド 1」2002年2月15日発売[211]、ISBN 4-08-617784-6
  2. 「Part1 ファントムブラッド 2」2002年2月15日発売[212]、ISBN 4-08-617785-4
  3. 「Part1 ファントムブラッド 3」2002年2月15日発売[213]、ISBN 4-08-617786-2
  4. 「Part2 戦闘潮流 1」2002年4月18日発売[214]、ISBN 4-08-617787-0
  5. 「Part2 戦闘潮流 2」2002年4月18日発売[215]、ISBN 4-08-617788-9
  6. 「Part2 戦闘潮流 3」2002年5月17日発売[216]、ISBN 4-08-617789-7
  7. 「Part2 戦闘潮流 4」2002年5月17日発売[217]、ISBN 4-08-617790-0
  8. 「Part3 スターダストクルセイダース 1」2002年6月18日発売[218]、ISBN 4-08-617791-9
  9. 「Part3 スターダストクルセイダース 2」2002年6月18日発売[219]、ISBN 4-08-617792-7
  10. 「Part3 スターダストクルセイダース 3」2002年7月18日発売[220]、ISBN 4-08-617793-5
  11. 「Part3 スターダストクルセイダース 4」2002年7月18日発売[221]、ISBN 4-08-617794-3
  12. 「Part3 スターダストクルセイダース 5」2002年8月9日発売[222]、ISBN 4-08-617795-1
  13. 「Part3 スターダストクルセイダース 6」2002年8月9日発売[223]、ISBN 4-08-617796-X
  14. 「Part3 スターダストクルセイダース 7」2002年9月18日発売[224]、ISBN 4-08-617797-8
  15. 「Part3 スターダストクルセイダース 8」2002年9月18日発売[225]、ISBN 4-08-617798-6
  16. 「Part3 スターダストクルセイダース 9」2002年10月18日発売[226]、ISBN 4-08-617799-4
  17. 「Part3 スターダストクルセイダース 10」2002年10月18日発売[227]、ISBN 4-08-617800-1
  18. 「Part4 ダイヤモンドは砕けない 1」2004年2月18日発売[228]、ISBN 4-08-618167-3
  19. 「Part4 ダイヤモンドは砕けない 2」2004年2月18日発売[229]、ISBN 4-08-618168-1
  20. 「Part4 ダイヤモンドは砕けない 3」2004年4月16日発売[230]、ISBN 4-08-618169-X
  21. 「Part4 ダイヤモンドは砕けない 4」2004年4月16日発売[231]、ISBN 4-08-618170-3
  22. 「Part4 ダイヤモンドは砕けない 5」2004年5月18日発売[232]、ISBN 4-08-618171-1
  23. 「Part4 ダイヤモンドは砕けない 6」2004年5月18日発売[233]、ISBN 4-08-618172-X
  24. 「Part4 ダイヤモンドは砕けない 7」2004年6月18日発売[234]、ISBN 4-08-618173-8
  25. 「Part4 ダイヤモンドは砕けない 8」2004年6月18日発売[235]、ISBN 4-08-618174-6
  26. 「Part4 ダイヤモンドは砕けない 9」2004年7月16日発売[236]、ISBN 4-08-618175-4
  27. 「Part4 ダイヤモンドは砕けない 10」2004年7月16日発売[237]、ISBN 4-08-618176-2
  28. 「Part4 ダイヤモンドは砕けない 11」2004年8月10日発売[238]、ISBN 4-08-618177-0
  29. 「Part4 ダイヤモンドは砕けない 12」2004年8月10日発売[239]、ISBN 4-08-618178-9
  30. 「Parte5 黄金の風 1」2005年3月18日発売[240]、ISBN 4-08-618301-3
  31. 「Parte5 黄金の風 2」2005年3月18日発売[241]、ISBN 4-08-618302-1
  32. 「Parte5 黄金の風 3」2005年5月18日発売[242]、ISBN 4-08-618303-X
  33. 「Parte5 黄金の風 4」2005年5月18日発売[243]、ISBN 4-08-618304-8
  34. 「Parte5 黄金の風 5」2005年6月17日発売[244]、ISBN 4-08-618305-6
  35. 「Parte5 黄金の風 6」2005年6月17日発売[245]、ISBN 4-08-618306-4
  36. 「Parte5 黄金の風 7」2005年7月15日発売[246]、ISBN 4-08-618307-2
  37. 「Parte5 黄金の風 8」2005年7月15日発売[247]、ISBN 4-08-618308-0
  38. 「Parte5 黄金の風 9」2005年8月10日発売[248]、ISBN 4-08-618309-9
  39. 「Parte5 黄金の風 10」2005年8月10日発売[249]、ISBN 4-08-618310-2
  40. 「Part6 ストーンオーシャン 1」2008年4月18日発売[250]、ISBN 978-4-08-618736-7
  41. 「Part6 ストーンオーシャン 2」2008年5月16日発売[251]、ISBN 978-4-08-618737-4
  42. 「Part6 ストーンオーシャン 3」2008年6月18日発売[252]、ISBN 978-4-08-618738-1
  43. 「Part6 ストーンオーシャン 4」2008年7月18日発売[253]、ISBN 978-4-08-618739-8
  44. 「Part6 ストーンオーシャン 5」2008年8月8日発売[254]、ISBN 978-4-08-618740-4
  45. 「Part6 ストーンオーシャン 6」2008年9月18日発売[255]、ISBN 978-4-08-618741-1
  46. 「Part6 ストーンオーシャン 7」2008年10月17日発売[256]、ISBN 978-4-08-618742-8
  47. 「Part6 ストーンオーシャン 8」2008年11月18日発売[257]、ISBN 978-4-08-618743-5
  48. 「Part6 ストーンオーシャン 9」2008年12月12日発売[258]、ISBN 978-4-08-618744-2
  49. 「Part6 ストーンオーシャン 10」2009年1月16日発売[259]、ISBN 978-4-08-618745-9
  50. 「Part6 ストーンオーシャン 11」2009年2月18日発売[260]、ISBN 978-4-08-618746-6
- 荒木飛呂彦 『STEEL BALL RUN ジョジョの奇妙な冒険 Part7』 集英社〈集英社文庫〉、全16巻
  1. 2017年2月17日発売[261]、ISBN 978-4-08-618746-6
  2. 2017年2月17日発売[262]、ISBN 978-4-08-618746-6
  3. 2017年3月17日発売[263]、ISBN 978-4-08-618746-6
  4. 2017年3月17日発売[264]、ISBN 978-4-08-618746-6
  5. 2017年4月18日発売[265]、ISBN 978-4-08-618746-6
  6. 2017年4月18日発売[266]、ISBN 978-4-08-618746-6
  7. 2017年5月18日発売[267]、ISBN 978-4-08-618746-6
  8. 2017年6月16日発売[268]、ISBN 978-4-08-618746-6
  9. 2017年7月18日発売[269]、ISBN 978-4-08-618746-6
  10. 2017年8月18日発売[270]、ISBN 978-4-08-618746-6
  11. 2017年9月15日発売[271]、ISBN 978-4-08-618746-6
  12. 2017年10月18日発売[272]、ISBN 978-4-08-618746-6
  13. 2017年11月17日発売[273]、ISBN 978-4-08-618746-6
  14. 2017年12月15日発売[274]、ISBN 978-4-08-618746-6
  15. 2018年1月18日発売[275]、ISBN 978-4-08-618746-6
  16. 2018年1月18日発売[276]、ISBN 978-4-08-618746-6
- 荒木飛呂彦 『オインゴとボインゴ兄弟 大冒険』 集英社〈集英社文庫〉、2002年10月23日第1刷発行、ISBN 4-08-617720-X

### 函装版
1 - 3巻が「Part1 ファントムブラッド」、4 - 7巻が「Part2 戦闘潮流」、8 - 17巻が「Part3 スターダストクルセイダース」となっている。
- 荒木飛呂彦 『ジョジョの奇妙な冒険 ［函装版］ JOJONIUM』 集英社〈愛蔵版コミックス〉、全17巻
  1. 2013年12月4日発売[277]、ISBN 978-4-08-782832-0
  2. 2013年12月4日発売[278]、ISBN 978-4-08-782833-7
  3. 2014年1月4日発売[279]、ISBN 978-4-08-782834-4
  4. 2014年2月4日発売[280]、ISBN 978-4-08-782835-1
  5. 2014年3月4日発売[281]、ISBN 978-4-08-782836-8
  6. 2014年4月4日発売[282]、ISBN 978-4-08-782837-5
  7. 2014年5月2日発売[283]、ISBN 978-4-08-782838-2
  8. 2014年6月4日発売[284]、ISBN 978-4-08-782839-9
  9. 2014年7月4日発売[285]、ISBN 978-4-08-782840-5
  10. 2014年8月5日発売[286]、ISBN 978-4-08-782841-2
  11. 2014年9月4日発売[287]、ISBN 978-4-08-782842-9
  12. 2014年10月3日発売[288]、ISBN 978-4-08-782843-6
  13. 2014年11月4日発売[289]、ISBN 978-4-08-782844-3
  14. 2014年12月4日発売[290]、ISBN 978-4-08-782845-0
  15. 2014年12月26日発売[291]、ISBN 978-4-08-782846-7
  16. 2015年2月4日発売[292]、ISBN 978-4-08-782847-4
  17. 2015年3月4日発売[293]、ISBN 978-4-08-782848-1

### 雑誌版
- 〈『ウルトラジャンプ』2007年3月増刊〉
  - 『ジョジョの奇妙な冒険 PartI ファントムブラッド 究極総集編 OVER DRIVE（オーバードライブ）』全1巻
- 荒木飛呂彦 『ジョジョの奇妙な冒険 Part1 ファントムブラッド 総集編』 集英社〈集英社マンガ総集編シリーズ〉、2012年10月5日発売[294]、ISBN 978-4-08-111057-5
- 荒木飛呂彦 『ジョジョの奇妙な冒険 Part2 戦闘潮流 総集編』 集英社〈集英社マンガ総集編シリーズ〉、全2巻 
  1. 上：2012年12月7日発売[295]、ISBN 978-4-08-111058-2
  2. 下：2013年1月5日発売[296]、ISBN 978-4-08-111059-9
- 荒木飛呂彦 『ジョジョの奇妙な冒険 Part3 スターダストクルセイダース 総集編』 集英社〈集英社マンガ総集編シリーズ〉、全5巻 
  1. 2013年7月5日発売[297]、ISBN 978-4-08-111062-9
  2. 2013年8月2日発売[298]、ISBN 978-4-08-111063-6
  3. 2013年9月6日発売[299]、ISBN 978-4-08-111064-3
  4. 2013年7月5日発売[300]、ISBN 978-4-08-111065-0
  5. 2013年11月1日発売[301]、ISBN 978-4-08-111066-7
- 荒木飛呂彦 『ジョジョの奇妙な冒険 Part4 ダイヤモンドは砕けない 総集編』 集英社〈集英社マンガ総集編シリーズ〉、全6巻 
  1. 2016年3月4日発売[302]、ISBN 978-4-08-111142-8
  2. 2016年4月1日発売[303]、ISBN 978-4-08-111143-5
  3. 2016年5月6日発売[304]、ISBN 978-4-08-111144-2
  4. 2016年6月3日発売[305]、ISBN 978-4-08-111145-9
  5. 2016年7月1日発売[306]、ISBN 978-4-08-111146-6
  6. 2016年8月5日発売[307]、ISBN 978-4-08-111147-3

### 廉価版
- 〈集英社ジャンプリミックス〉
  - 『ジョジョの奇妙な冒険 PartIII スターダストクルセイダース』 全11巻
  - 『ジョジョの奇妙な冒険 PartIV ダイヤモンドは砕けない』 全17巻
  - 『ジョジョの奇妙な冒険 PartI ファントムブラッド』 全2巻
- 〈集英社ジャンプリミックス〉ワイド版 
  - 『ジョジョの奇妙な冒険 PartII 戦闘潮流』 全3巻
  - 『ジョジョの奇妙な冒険 PartIII スターダストクルセイダース』全10巻
  - 『ジョジョの奇妙な冒険 PartIV ダイヤモンドは砕けない』 全10巻
  - 『ジョジョの奇妙な冒険 PartV 黄金の風』 全10巻
- 〈集英社ジャンプリミックス〉新ワイド版 B6判
  - 『ジョジョの奇妙な冒険 PartI ファントムブラッド』 全1巻
- 〈集英社ジャンプリミックス〉
  - 『ジョジョの奇妙な冒険 PartVI ストーンオーシャン』全10巻

### 画集
JoJo6251［荒木飛呂彦の世界］ 1993年12月、ISBN 4-08-782407-1
Part4連載中に発売された画集で、幾人かの人名やスタンド名はここで設定されている。Part3の舞台設定が1987・88年と記載されている公式資料（単行本などでは1989年完と記載されている）。
JOJO A-GO!GO! 2000年3月、ISBN 978-4-08-782591-6
Part6連載前に発売された画集。JOJO A-GO!GO!（画集）・STANDS（スタンド事典）・ARAKI HIROHIKO（資料集）の3冊セット。幾人かの人名やスタンド名はここで設定されている。また、新しいサブタイトルの仮名称も発表されている。
JOJOVELLER 『ジョジョの奇妙な冒険』25周年画集 初回限定版 2013年9月18日、ISBN 978-4-08-908185-3
JOJOVELLER 通常版 2014年4月18日、ISBN 978-4-08-782458-2
Part8連載中に発売された画集。JOJOVELLER（画集）・STANDS（スタンド事典）・HISTRY（資料集）の3冊セット。幾人かのスタンド名はここで設定されている。
JOJOnicle 荒木飛呂彦原画展 JOJO 冒険の波紋 クロニクル 2019年12月19日、ISBN 978-4-08-792551-7

## 原画展
- 「JOJO IN PARIS」

本作初、また荒木自身としても初となる個展。2003年4月にフランス・パリで開催された。
- 「荒木飛呂彦原画展 ジョジョ展 in S市杜王町」

本作の連載25周年を記念して開催された国内初となる個展。2012年7月28日から8月14日まで、せんだいメディアテークにて開催された。本展では、Part8「ジョジョリオン」に登場する「杜王銘菓 ごま蜜団子」が岩手県の菓匠・松栄堂の製造で数量限定発売され、荒木自身が「食べ方注意書き」を書き下ろした。また同年10月には「荒木飛呂彦原画展 ジョジョ展」を六本木・森アーツセンターギャラリーにて開催した。
- 「HIROHIKO ARAKI AN EXCLUSIVE MANGA EXHIBITION IN FLORENCE」

2013年6月28日から7月14日まで、イタリア・フィレンツェのGUCCI Show roomにて開催された「荒木は岸辺露伴 グッチへ行く」をはじめ、GUCCIとさまざまなコラボを幾度にわたり展開してきたことから、GUCCIにとって由緒ある場所で展覧会を開催するに至った。前年に東京で開催された「ジョジョ展」でも展示された「ジョジョ日本八景」や、同年1月から2月にかけて全世界のGUCCI直営ショップのウインドウを飾った描き下ろしのカラー原画など、約60点が展示された。
- 「荒木飛呂彦原画展 ジョジョ展 in S市杜王町 2017」

2017年8月12日から9月10日まで、せんだいメディアテークにて開催された。オープニングセレモニーには荒木に加え、仙台市長（当時）の奥山恵美子、仙台市副市長（当時）であり本展示の実行委員会会長である伊藤敬幹らが出席した他、記念として本作をデザインしたicsca（イクスカ） が1万枚限定で発売された。
- 「荒木飛呂彦原画展 JOJO 冒険の波紋」

本作30周年記念の集大成として、2018年8月24日から10月1日の日程で東京・国立新美術館にて開催された。国立美術館でマンガ家の個展が開催されるのは手塚治虫以来28年ぶり2人目の快挙であった。荒木描き下ろしによる完全新作の大型原画が全12枚展示された他、ジョルノのテントウムシをリアルに再現した「ジョルノブローチ」、プッチ神父がデザインされたUSBカードスティックなどオリジナルのグッズも発売された。また、同年11月から2019年1月まで大阪の大阪文化館・天保山で、2020年には長崎の長崎県美術館と石川の金沢21世紀美術館でそれぞれ巡回展が実施された。

## スピンオフ作品

### 『岸辺露伴は動かない』シリーズ
原作Part4に登場する人物・岸辺露伴を主人公とした荒木によるスピンオフ作品。露伴が日常生活や取材の中で人知を超えた怪異と遭遇し、持ち前の機転やスタンド能力を用いて切り抜けていく様子を描く。原則として1話完結のオムニバス形式。
1997年に初作が発表されて以降、『週刊少年ジャンプ』や『JOJO magazine』などで断続的に作品が発表されており、2024年現在で2巻の単行本が発売されている。近年ではOVAをはじめとして、本作を敬愛する作家らがエピソードを書き下ろした短編小説集や、NHK制作の実写作品が発表されるなどメディアミックス化が進んでおり、非常に人気が高いスピンオフシリーズとなっている。

### その他のスピンオフ

#### 漫画
デッドマンズQ
1999年、荒木飛呂彦。『MANGAオールマン』1999年12号 - 14号に掲載された全3話の短編で、『岸辺露伴は動かない』を除くとシリーズ初のスピンオフ漫画作品となる。短編集『死刑執行中脱獄進行中 荒木飛呂彦短編集』に収録されている。
Part4『ダイヤモンドは砕けない』の後日談にあたり、同部に登場する吉良吉影を主人公に据え、その死後の様子を描く。
オインゴとボインゴ兄弟大冒険
2002年、荒木飛呂彦。Part3『スターダストクルセイダース』の文庫本の完結を受け、記念として作中に登場するトト神の予知が描かれたマンガ本の部分を再編集し、実物の漫画として構成した作品。後書きとして岸辺露伴の解説が掲載されている。現在は絶版となっている。
徐倫、GUCCIで飛ぶ
2013年、荒木飛呂彦。『SPUR』2013年2月号に掲載されたフルカラーの短編作品。『岸辺露伴 グッチへ行く』以来2度目となるファッションブランド・GUCCIとのコラボレーション作品であり、登場人物全員が「GUCCI 2013年クルーズコレクション」のウェアを身に付けている。現在に至るまで単行本化はされていない。
Part6『ストーンオーシャン』に登場する空条徐倫を主人公として、彼女が遭遇する奇妙な出来事を描く。Parte5『黄金の風』に登場するブローノ・ブチャラティやレオーネ・アバッキオなども登場しクロスオーバー的側面があるが、いずれのキャラクターも原作とは設定が大きく異なっており、原作からは完全に独立した物語になっている。
ジョジョの奇妙な冒険 クレイジー・Dの悪霊的失恋
2021年 - 2023年、上遠野浩平（原作）、カラスマタスク（作画）。Part8『ジョジョリオン』完結と同時に告知され、『ウルトラジャンプ』2022年12月号から同誌2023年6月号まで連載された。全3巻。完結にあたって、原作を担当した上遠野が書き下ろした小説版『クレイジーDの悪霊的失恋 ―ジョジョの奇妙な冒険より―』も発売されている。
Part3の後日談にあたり、同部に登場するホル・ホースがとある依頼を受けてPart4の舞台であるM県S市杜王町を訪れ、そこで東方仗助と出会う話を描く。
フジコの奇妙な処世術 -ホワイトスネイクの誤算-
2021年、藍本松。『ウルトラジャンプ』2021年12月号に読み切りとして掲載された。現在に至るまで単行本化はされていない。
Part6の劇中における追加エピソードにあたり、州立グリーン・ドルフィン・ストリート重警備刑務所内で春画を売る女囚と徐倫たちの戦いを描く。
間田敏和の微妙な冒険
2024年、うすた京介。『JOJO magazine 2024 WINTER』に読み切りとして掲載された。現在に至るまで単行本化はされていない。
Part4の劇中における追加エピソードにあたり、スタンド能力を手に入れた直後の間田のエピソードが描かれる。

#### 小説
レーベルは特記ない限りいずれもジャンプ ジェイ ブックス。
ジョジョの奇妙な冒険
1993年、山口宏、関島眞頼。本作初のスピンオフ作品であり、書き下ろしとなる「砂漠発地獄（ヘルシティ）行」（関島）と、『ジャンプノベル vol.4』収録の「熱き砂の墓標」（山口）の2エピソードから構成される。
いずれもPart3の劇中における追加エピソードにあたり、エジプトに到着したジョースター一行とDIOの新たな刺客との戦いが描かれる。
ジョジョの奇妙な冒険 II ゴールデンハート/ゴールデンリング
2001年、宮昌太朗、大塚ギチ。
Parte5の劇中における追加エピソードにあたり、パッショーネ離脱直後のブチャラティチームがヴェネツィアからの脱出を図る様子を、小説オリジナルの登場人物たちも織り交ぜながら描く。原作に登場するパンナコッタ・フーゴについても過去やその後が掘り下げられているが、本作より後に発表された『恥知らずのパープルヘイズ』やTVアニメとは設定が異なっており、互いに関連はない。
“The Book” Jojo's Bizarre Adventure 4th Another Day
2007年、乙一、集英社。2002年に『読むジャンプ』にて冒頭部分が掲載され、その後未完となった同作者の作品『ジョジョの奇妙な冒険 テュルプ博士の解剖学講義』を前身としている。乙一が納得できるまで5年もの歳月をかけて推敲されており、荒木も対談で本作を「完璧」と評価している。
Part4の後日談にあたり、吉良吉影の脅威が去った杜王町で起こる新たな事件を描く。
恥知らずのパープルヘイズ -ジョジョの奇妙な冒険より-
2011年、上遠野浩平、集英社。荒木の画業30周年と『ジョジョの奇妙な冒険』連載25周年を記念して実施された特別企画「ARAKI 30th & JOJO 25th ／ 2011-2012 JUMP j BOOKS Presents Special Project“VS JOJO”」第1弾として発表された。
Parte5の後日談にあたり、組織を離脱したフーゴが、ある指令を通してもう一度パッショーネの一員として認められるまでを描く。フーゴの過去などが掘り下げられるが、前述の『ゴールデンハート/ゴールデンリング』やTVアニメとは設定が異なっている。
JOJO'S BIZARRE ADVENTURE OVER HEAVEN
2011年、西尾維新。「ARAKI 30th & JOJO 25th ／ 2011-2012 JUMP j BOOKS Presents Special Project“VS JOJO”」第2弾として発表された。
Part6内で登場する「天国へ行く方法」について、考案者であるディオがその方法をまとめた自伝書をスピードワゴン財団の研究者が復元した、という体裁で描かれる。
JORGE JOESTAR
2012年、舞城王太郎。「ARAKI 30th & JOJO 25th ／ 2011-2012 JUMP j BOOKS Presents Special Project“VS JOJO”」第3弾として発表された。
ジョージ・ジョースター2世（ジョナサンの子、ジョセフの父。名前はJorge）と、名探偵ジョージ・ジョースター（パラレルワールドのジョースター家の養子。日本人）の、2人のジョージ・ジョースターを主人公とした小説作品。奇数章のジョージ2世と偶数章の名探偵ジョージでストーリーが交互に進み、後半で統合される。
実写映画『ジョジョの奇妙な冒険 ダイヤモンドは砕けない 第一章』のノベライズ
2017年に公開された実写映画『ジョジョの奇妙な冒険 ダイヤモンドは砕けない 第一章』のノベライズ作品。浜崎達也による『映画ノベライズ ジョジョの奇妙な冒険 ダイヤモンドは砕けない 第一章』（2017年）と、はのまきみによる『ジョジョの奇妙な冒険 ダイヤモンドは砕けない 第一章 映画ノベライズ みらい文庫版』（2017年、集英社みらい文庫）の2つが刊行されている。
野良犬イギー
2022年、乙一。『JOJO magazine 2022 SPRING』に掲載された、乙一にとって『The Book』以来2作目のスピンオフ小説である。同年5月に単行本化された。
Part3の前日譚にあたり、ニューヨークでモハメド・アヴドゥルとイギーが出会う話を描く。
ジョジョの奇妙な冒険 無限の王
2022年 - 2023年、真藤順丈。『JOJO magazine 2022 SPRING』から『JOJO magazine 2023 WINTER』まで3回にわたって掲載された。掲載時のタイトルは『無限の王 rey infinito（レイ・インフィニト）』。完結後の2024年4月に単行本化された。
Part2『戦闘潮流』の後日談にあたり、リサリサとスピードワゴン財団が、後に「幽波紋（スタンド）」と名付けられる、波紋とは異なる未知の力と遭遇する話を描く。
ギャング側の証人
2022年、安藤敬而。『JOJO magazine 2022 WINTER』に掲載された。現在に至るまで単行本化はされていない。
Parte5の前日譚にあたり、ある裁判を舞台に暗躍するスクアーロとティッツァーノの話を描く。
クレイジーDの悪霊的失恋 ―ジョジョの奇妙な冒険より―
2023年、上遠野浩平。上遠野が原作を担当したスピンオフ漫画『ジョジョの奇妙な冒険 クレイジー・Dの悪霊的失恋』の小説版。漫画版では描かれなかったエピソードなどが新たに加筆されている。
親の心子知らずの巻
2023年、北國ばらっど。『JOJO magazine 2023 WINTER』に掲載された。現在に至るまで単行本化はされていない。
Parte5の前日譚にあたり、暗殺チームが受けた暗殺指令にとある理由で苦戦するメローネと、その様子を見に来たギアッチョとの話を描く。
オレ自慢の針と糸
2024年、尾北圭人。『JOJO magazine 2024 WINTER』に掲載された。現在に至るまで単行本化はされていない。
Parte5の前日譚にあたり、プロシュートとペッシが引き受けた暗殺任務と、その任務を巡るとあるスーツの話を描く。

## アニメーション

### OVA
原作の途中のエピソードから映像化する形が取られている。ストーリーは一部が改変されている。
- 『ジョジョの奇妙な冒険』 （1993年 - 1994年、全6話） - Part3の後半部のアニメ化作品。イギーの加入からエジプトでの戦いを描く。
- 『ジョジョの奇妙な冒険』 （2000年 - 2002年、全7話） - Part3の前半部のアニメ化作品。ジョセフとアヴドゥルの来日から対エンヤ戦までを描く。後半部OVAとほぼ同じスタッフにより制作されている。

2007年5月25日に、上記のアニメ作品を全て収録したDVD-BOXとして『ジョジョの奇妙な冒険 第3部 スターダストクルセイダース DVD-BOX』が発売された。なお、OVAの作中（Adventure 6 -報復の霧-）に不適切な表現があったため、2008年5月より作品を収めたDVDの出荷停止処置がとられている（詳細については「#論争」を参照）。
それとovaは炎上したことがある。それは海賊版サイトでovaが違法にアップロードされ イスラム教の聖典・コーランの「雷電章」の一部が描かれていたのをイスラム教の方に見られてしまい炎上している。

### 劇場アニメ
『ジョジョの奇妙な冒険 ファントムブラッド』（2007年2月17日全国公開）は、Part1のアニメ化作品で、OVAとほぼ同じスタッフにより制作されている。ストーリーがかなり簡略化されており、スピードワゴンなど多くの主要人物も登場しない。

### テレビアニメ
原作のPart1『ファントムブラッド』とPart2『戦闘潮流』を描いた1st Seasonは、「荒木飛呂彦原画展 ジョジョ展」の記者発表会が2012年7月5日に行われた際に製作が発表され、2012年10月5日から2013年4月5日まで、TOKYO MX、MBS、CBC、東北放送、RKB毎日放送、BS11にて放送された。全26話（第1部9話+第2部17話）。
原作のPart3『スターダストクルセイダース』を描いた2nd Season『ジョジョの奇妙な冒険 スターダストクルセイダース』は、2013年10月18日にテレビアニメ版公式サイトなど各メディアにおいて製作が発表され、分割4クールで、前半2クールが2014年4月から9月まで、後半2クール「エジプト編」が2015年1月から6月まで放送された。全48話。
原作のPart4『ダイヤモンドは砕けない』を描いた3rd Season『ジョジョの奇妙な冒険 ダイヤモンドは砕けない』は、2015年10月24日に2nd Seasonのスペシャルイベント『THE LAST CRUSADERS』にて製作が発表され、2016年4月から12月まで放送された。全39話。
原作のPart5『黄金の風』を描いた4th Season『ジョジョの奇妙な冒険 黄金の風』は、2018年6月に製作が発表され、同年10月から2019年7月まで放送された。全39話。
原作のPart6『ストーンオーシャン』を描いた5th Season『ジョジョの奇妙な冒険 ストーンオーシャン』は、2021年4月に製作が発表され、第1クールが同年12月1日からNetflixにて先行配信されたのち、2022年1月から3月までテレビ放送され、第2クールが同年9月1日からNetflixにて先行配信されたのち、同年10月から12月までテレビ放送され、最終章である第3クールが同年12月1日からNetflixにて先行配信されたのち、2023年1月から4月までテレビ放送された。

## ゲーム作品

### コンシューマーゲーム
ジョジョの奇妙な冒険（RPG）
スーパーファミコン。1993年、コブラチーム。
Part3のロールプレイングゲーム。承太郎が住む街の中で不良や吸血鬼、スタンド使いなどと戦う、原作に登場するキャラクターでも登場する場所やスタンドの様子が違うなど、原作とはかなりかけ離れた内容となっている。承太郎は「ときのガクボウ」を装備することにより、時間停止能力を手に入れることになっている。
多過ぎる謎解き、当たり判定の貧弱さや運要素の強さが目立つ戦闘、レベルの上限が16と少なくRPG要素が機能していない点などから、ゲームとしては理不尽さが目立つ。
ジョジョの奇妙な冒険（対戦型格闘ゲーム）
アーケードゲーム、PlayStation。1998年 - 1999年、カプコン。
アーケード版を発売するに当たり、原作で1コマしか本体を現さなかった「ミドラー」を荒木飛呂彦が新たに描き下ろすなど、登場人物を増やした2D対戦型格闘ゲームである。ゲーム内でもスタンドを出して戦い、スタンドゲージというゲージが無くなるとスタンドが一時消えるというシステムである。隠しキャラクターとして、Part2の若きジョセフも登場する。
PlayStation版は後述の『未来への遺産』の登場キャラクターが追加されているものの、ハードスペック上の問題から、大幅にアレンジされている。新たに「スーパーストーリーモード」が作られ、原作のうち、格闘ゲームに向かない部分をミニゲームで補っている。これを通してポイントを貯めることで、新たなコーナーやキャラクターの選択が可能となる。原作に準拠したプレイを行うことで高得点を得られる。PocketStationとも連動している。
ジョジョの奇妙な冒険 未来への遺産
アーケードゲーム、ドリームキャスト。1999年、カプコン。
上記のアッパーバージョン。ドリームキャスト版は『ジョジョの奇妙な冒険（対戦型格闘ゲーム）』『ジョジョの奇妙な冒険 未来への遺産』の両方を収録している。アーケード版の内容をほぼ完全に移植しているが、上記のPlayStation版のスーパーストーリーモードは収録していない。
ジョジョの奇妙な冒険 黄金の旋風
PlayStation 2。2002年7月25日、カプコン。
Parte5の3Dアクションゲーム。一部シーンの削除、「キング・クリムゾン」や「ゴールド・エクスペリエンス・レクイエム」といったスタンドの能力がゲーム向けに修正されているなどの改変がある。
ジョジョの奇妙な冒険 ファントムブラッド
PlayStation 2。2006年10月26日、バンダイ。
Part1の3Dアクションゲーム。
ジョジョの奇妙な冒険 未来への遺産 HDVer.
Xbox 360、PlayStation 3。2012年、カプコン。
『未来への遺産』をHD画面出力に最適化してグラフィックを精緻化した移植版。ダウンロード販売専用タイトル。
ジョジョの奇妙な冒険 オールスターバトル
PlayStation 3。2013年8月29日、バンダイナムコゲームス。
Part1からPart8の歴代主要キャラクターたちが登場する対戦型格闘ゲーム。
ジョジョの奇妙な冒険 アイズオブヘブン
PlayStation 4、PlayStation 3。2015年12月17日、バンダイナムコエンターテインメント。
ジョジョの奇妙な冒険 オールスターバトル R
PlayStation 4、PlayStation 5、Nintendo Switch、Xbox One、Xbox Series X/S、Steam。2022年9月1日、バンダイナムコエンターテインメント。
2013年に発売された『オールスターバトル』のリメイク作品。キャストがテレビアニメに準じて一新されている他、新たなプレイアブルキャラクターが追加されている。

#### 『週刊少年ジャンプ』の関連作品
ファミコンジャンプ 英雄列伝
ファミリーコンピュータ。1989年、バンダイ。
16人のヒーローの1人としてPart2時代のジョセフ・ジョースター、敵キャラクターとして「柱の男」のサンタナとエシディシが登場する。原作での「柱の男は太陽の光に弱い」という設定がゲーム中でも反映されており、孫悟空の太陽拳でエシディシの弱点を突くことができる。
ファミコンジャンプII 最強の7人
ファミリーコンピュータ。1991年、バンダイ。
7人の主人公の内の1人として空条承太郎が登場。Part3が舞台となっており、承太郎の他にジョセフ、アヴドゥル、ポルナレフ、花京院が登場する。本作のオリジナルキャラクターとして、対象を石化させる能力を持つスタンド使いが敵として立ちはだかる。
ジャンプスーパースターズ
ニンテンドーDS。2005年8月8日、任天堂
『週刊少年ジャンプ』のオールスターによる対戦アクションゲーム。Part3から承太郎、DIOがバトルキャラクターとして、Part7からジャイロがサポートキャラクター、ジョニィがヘルプキャラクターとして登場している。
ジャンプアルティメットスターズ
ニンテンドーDS。2006年11月23日、任天堂。
『ジャンプスーパースターズ』の続編。Part1 - 7の歴代キャラクターがバトルまたはサポートキャラクター、ヘルプキャラクターとして登場する。
ジェイスターズ ビクトリーバーサス
PlayStation 3、PlayStation Vita。2014年3月19日、バンダイナムコゲームス。
プレイヤーキャラクターとして、ジョナサンとジョセフが参戦している
JUMP FORCE
PlayStation 4、Xbox One。2019年2月14日、バンダイナムコエンターテインメント。
プレイヤーキャラクターとして、承太郎とDIOが参戦している。また、発売後のダウンロードコンテンツとしてジョルノが追加参戦した。

### アーケードゲーム
ジョジョの奇妙な冒険（対戦型格闘ゲーム）
アーケードゲーム。1998年12月稼働。
ジョジョの奇妙な冒険 未来への遺産
アーケードゲーム。1999年9月稼働。
ジョジョの奇妙な冒険 ラストサバイバー
アーケードゲーム。2019年12月18日稼働。

### モバイルゲーム
ジョジョの奇妙な冒険 スターダストシューターズ
スマートフォン。Android端末2014年3月10日・iPhone端末2014年3月13日、バンダイナムコゲームス。2021年4月13日にサービス終了。
ジョジョの奇妙な冒険 ダイヤモンドレコーズ
スマートフォン。AndroidおよびiOS共に2017年2月21日、バンダイナムコエンターテインメント。2019年11月18日にサービス終了。
ジョジョのピタパタポップ
スマートフォン。AndroidおよびiOS共に2018年10月10日、バンダイナムコエンターテインメント。2021年9月2日にサービス終了。
ジョジョの奇妙な冒険 オラオラオーバードライブ
スマートフォン。AndroidおよびiOS共に2025年秋予定、gumi。

#### 『週刊少年ジャンプ』の関連作品
週刊少年ジャンプ オレコレクション!
スマートフォン。AndroidおよびiOS共に2017年7月6日、ドリコム。
ジャンプチ ヒーローズ
スマートフォン。AndroidおよびiOS共に2018年3月28日、ワンダープラネット。
プレイヤーキャラクターとして、第1部 - 第6部のキャラクターが参戦している。第3部、第4部、第5部、第6部は作品が大きくフィーチャーされる「大特集祭」が行われたため、味方主要キャラクターはほぼ全員参戦している。
週刊少年ジャンプ 実況ジャンジャンスタジアム
スマートフォン。AndroidおよびiOS共に2018年8月2日、コナミデジタルエンタテインメント。
プレイヤーキャラクターとして、承太郎が参戦している。

## カードゲーム

### トレーディングカードゲーム
バンダイより『ジョジョの奇妙な冒険 Adventure Battle Card』の名で発売。同社のトレーディングカードゲームの特徴を色濃く引き継いでいる。
第1弾
2007年3月9日発売
- スターターボックス
- ブースターパック
- 拡張シート

第2弾
2007年7月20日発売
- 構築済みスターターボックス オラオラデッキ
- 構築済みスターターボックス 無駄無駄デッキ
- ブースターパック 〜そこにシビれる! あこがれるゥ!〜

第3弾
2007年11月9日発売
- スターターボックス DIO & 9栄神スターター
- ブースターパック 〜魂をかけよう!〜

タロットカードエディション
2008年2月14日発売
第4弾
2008年3月27日発売
- 構築済みスターターボックス 癒しのオレンジデッキ
- 構築済みスターターボックス 静けさのブルーデッキ
- ブースターパック 〜コッチヲ見ロッ!〜

第5弾
2008年7月10日発売
- スターターセット ジョースター家の血族デッキ
- スターターセット ジョースター家の血統デッキ
- ブースターパック 〜バイツァ・ダスト〜

第6弾
2008年11月29日発売
- スターターセット 黄金の風
- ブースターパック 〜黄金なる遺産〜

第7弾
2009年3月14日発売
- ブースターパック 〜鎮魂歌（レクイエム）は静かに奏でられる〜

第8弾
2009年6月13日発売
- ブースターパック 〜時は一巡した〜

### 百人一首
1部から3部までの台詞を収録した第1弾、4部から6部までの台詞を収録した第2弾、及び1部から7部までの台詞を厳選して収録した総集編がある。

## 体験型ゲーム

### アトラクション
ジョジョの奇妙な冒険・ザ・リアル 4-D DIOの世界
ユニバーサル・スタジオ・ジャパンのコラボ企画。2017年に開催。
DIOの館からの招待状 ジョジョの奇妙な冒険 in J-WORLD TOKYO
バンダイナムコアミューズメントとのコラボ。2018年に開催。
東京ミステリーサーカス×ジョジョの奇妙な冒険 スターダストクルセイダース MYSTERY MAIL BOX 『DIOの館に残された手紙』
SCRAPの運営する大規模店舗の東京ミステリーサーカスとのコラボ。2018年に開催。
ギャングのいるリストランテ
イベント「ジョジョの奇妙な冒険 黄金の風 in J-WORLD TOKYO」のメインの企画。2019年に開催。「Italy」と「Neapolis」の2種。

### リアル脱出ゲーム
主催は会場ごとに異なる。
ジョジョの奇妙な遊園地からの脱出 -謎を解け。おのれのスタンド能力で。-
SCRAPのリアル脱出ゲームとのコラボ企画。2017年に、東京と大阪で開催。
ジョジョの奇妙な館からの脱出 -その能力（スタンド）で謎の迷宮をブチ破れッ!!-
SCRAPのリアル脱出ゲームとのコラボ企画。2017年 - 2018年に、全国24都市で開催。追加公演で東京ミステリーサーカスや、アメリカのカリフォルニア州サノンゼとロサンゼルスでも公演。キャラクタービジュアルの用意されたオリジナルキャラクターのディジャ・メイカー（声 - 安元洋貴）が敵として登場する。
ジョジョの奇妙な美術館からの脱出
SCRAPのリアル脱出ゲームとのコラボ企画。2020年に、全国約30都市で開催予定だったが、2019新型コロナウイルスの影響により中止が相次いだ。
ジョジョの奇妙な悪夢からの脱出
SCRAPのリアル脱出ゲームとのコラボ企画。2023年 - 2024年に、全国11都市で開催。キャラクタービジュアルの用意されたオリジナルキャラクターのモスキーノ（声 - 阿座上洋平）が敵として登場する。

## その他メディアミックス作品

### CDカセットブック
1992年から1993年にかけて全3巻で発売された。
- 『ジョジョの奇妙な冒険第1巻 空条承太郎見参の巻』
- 『ジョジョの奇妙な冒険第2巻 アヴドゥル死すの巻』
- 『ジョジョの奇妙な冒険第3巻 DIOの世界の巻』

### アパレル
2002年FIFAワールドカップに向けたアディダスの企画、『adidas MANGA FEVER』（雑誌）に参加。アディダスとのコラボレーションTシャツ発表（2002年7月） デザインはジョルノ。
ビームスとのコラボレーションTシャツ発表（2003年8月）。ジョルノと徐倫が描かれている。
ユニクロの『UNIQLO CREATIVE AWARD 2006』に荒木飛呂彦が審査員として参加し、自らもデザインを手がけたコラボレーションTシャツを発表（2006年4月）。Part4に登場した吉良吉影のスタンド「キラークイーン」からスピンオフしたキャラクター「キラー・タイガー・クイーン」、「キラー・ダンシング・クイーン」の2種の絵柄。
ultra-violenceからParte5に登場したブローノ・ブチャラティ仕様のカットソー「Sticky Fingers Buccellati」（2007年）。荒木飛呂彦の原画とコラボレーションした『ultra-violence×ジョジョの奇妙な冒険 コラボTシャツ』。第2弾まで各弾4種類ずつと限定モデル1種と石仮面モデル1種が発売されており全10種（2008年）。

### フィギュア
ヘビーゲイジより『スターダストクルセイダース』の登場人物およびスタンドを題材としたガレージキット、「フィギュアコレクション」が1997年に発売。全10種。『戦闘潮流』『黄金の風』を題材とするフィギュアの発売も予定されていたが、発売中止となっている。
コトブキヤ ARTFXより『スターダストクルセイダース』と『黄金の風』を題材にしたシリーズが2000年に発売。それぞれスタンドと本体の2体セットとなっている。
超造形魂よりファントムブラッドを題材にしたフィギュア『ジョジョの奇妙な冒険 1』が2006年8月に発売。全10種。
HGIFシリーズより『ファントムブラッド』と『戦闘潮流』を題材にしたガチャポン『HGIFシリーズ ジョジョの奇妙な冒険』が2006年9月に発売。全5種。
超像革命メディコス・エンタテインメントよりジョナサン・ジョースターをモデルにしたフィギュア『超像Artコレクション ジョジョの奇妙な冒険 ジョナサン・ジョースター』が2007年10月に発売。2008年には空条承太郎モデルも発売された。どちらも全2種。また、2009年1月より可動フィギュア「超像可動」が発売される。
マスクコレクションシリーズより、第5部に登場するスタンドの頭部を立体化した『ジョジョの奇妙な冒険スタンドコレクション』が2009年10月に発売。

### 菓子
2012年3月21日、グリコから『ジョジョの奇妙な冒険』オリジナルパッケージがセブンイレブンで先行発売。さらに対象商品を2個買うと先着20名に「オリジナルカレンダー」《全2種》1コがもらえる。パッケージ商品は下記のとおり。
- ジョジョ 細切りプリッツ トマト＆チーズ
- ジョジョ かるじゃが うましお味
- ジョジョ パキッツ チョコレート
- ジョジョ パキッツ ストロベリー＆チョコ

### スマートフォン
LGエレクトロニクス製の「Optimus Vu L-06D」をベースにした端末で、「L-06D JOJO」として1万5000台限定で2012年8月30日に発売。
さらに、2018年3月23日には『ジョジョの奇妙な冒険』30周年記念スペシャルモデルとして、「V30+ L-01K」をベースにした端末「JOJO L-02K」が1万台限定で発売された。

### 実写映像・舞台

#### 映画
第4部を原作とする実写映画が、東宝とワーナー ブラザース ジャパンの共同製作で2017年に公開。主演の東方仗助役は山﨑賢人。

#### ミュージカル
2023年6月、第1部「ファントムブラッド」をベースに「ミュージカル『ジョジョの奇妙な冒険 ファントムブラッド』」のタイトルで舞台化されることが発表された。

## 逸話・エピソード・著名なファンなど

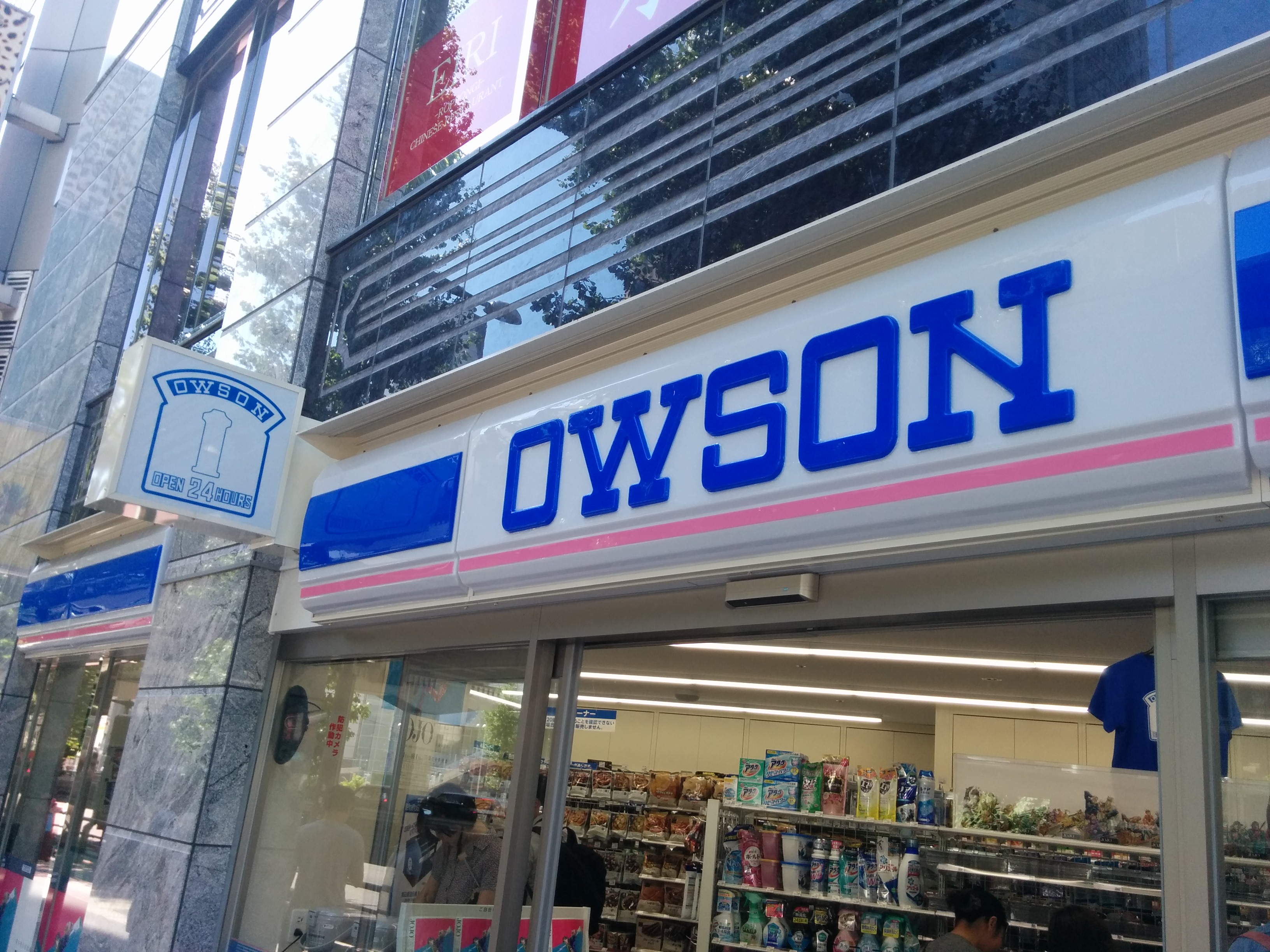
OWSONコンビニエンスストア

### 人物

#### 漫画家
- 大亜門 - 『太臓もて王サーガ』では、作品全体に『ジョジョ』のパロディが溢れている。『赤マルジャンプ』にて荒木とのコラボが実現。『太臓もて王サーガ』5巻に収録されている。
- CLAMP - 過去に『ジョジョ』の同人誌を発行している。1994年の「CLAMP IN WONDERLAND」で配布したこともある。
- 高橋和希 - 『週刊少年ジャンプ』30周年企画の「すごいジャン!!!」にて、「ジョジョがすごく好きでした。ジャンプというと、僕の作品ははっきり言って『ジョジョの奇妙な冒険』に影響を受けています」と語り、オススメジャンプマンガとして『ジョジョの奇妙な冒険』を挙げている。
- 冨樫義博 - 本作について、「連載の途中で何度も初回級の、 あるいはそれ以上の衝撃を与えてくれる」「読者として純粋に楽しみながらも、その一方で作家として味わった敗北感」「読めばすぐその世界へ飛び込んでいける作品はそう多くないし、読むだけで「あの頃」に戻れる作品となると実に少ない。『ジョジョ』は今でもその両方で、この先もその両方であろう」等と語り絶賛している。また欲しいスタンドは「ハーヴェスト」である。
- 荒川弘 - 『バオー来訪者』から荒木作品を読んでおり、本作は1話から愛読しているという。本作の魅力については、勇気をくれるところと独特の台詞回しだと語る。
- 武井宏之 - 『魔少年ビーティー』以来荒木作品のファンであり、自宅に荒木が訪れたこともある。
- 大暮維人 - 『天上天下』など、自身の作品に本作を始めとするパロディが溢れている。
- 石黒正数 - 影響を受けた作家の1人に荒木及び本作を挙げている。
- 暁月あきら - 「25YEARSWITH JOJO」にて、「学生時代、ジョジョがあったからマンガ家を目指しました」と語る。
- 迫稔雄 - 本作を始めとする荒木作品のファンで、荒木を師と仰いでいる。
- 藤巻忠俊 - 好きな漫画作品の1つに本作を挙げている。
- うすた京介 - 本作のファン。「25YEARSWITH JOJO」ではイラストを寄稿した他[342]、『JOJO magazine 2024 WINTER』ではうすたによる本作のスピンオフ漫画『間田敏和の微妙な冒険』が掲載された[343]。
- 諌山創 - 自身のルーツとなった作品の1つに本作を挙げている[344]。
- 吾峠呼世晴 - 本作のファンであることを公言しており、自身の代表作である『鬼滅の刃』には波紋の呼吸や不死身の鬼など、本作を彷彿とさせる要素が盛り込まれている[64]。
- 黒瀬浩介 - 好きな漫画作品の1つに本作を挙げている。

#### 小説家・シナリオライター
- 乙一 - 本作のファンであることをきっかけに第4部のノベライズ本を執筆。『ウルトラジャンプ』2007年12月号で荒木と対談も行っている。
- 上遠野浩平 - 本作および荒木のファンとして、自身でも「荒木先生のパクリのような小説を長年書いている」と語った。「VS JOJO」の企画において第一弾作品を担当し、第5部のノベライズを行っている。
- 西尾維新 - 本作のファンとして、荒木との対談が実現した際には「全人類に読んで欲しい漫画」として『ジョジョ』を挙げた。「VS JOJO」の企画において第二弾作品を担当し、DIOを主人公としたノベライズを行っている。
- 朝霧カフカ - 影響を受けた作品として本作を挙げ、「特殊な能力を使いながらも、日常世界となめらかに接続されているところが勉強になります」と語っている[67]。
- 真藤順丈 - 好きな漫画作品の一つに本作を挙げており[345]、「JOJO magazine 2022 SPRING」では第2部と第3部の間の出来事を題材としたスピンオフ小説「無限の王」を執筆した。
- 辻村深月 - 影響を受けた漫画作品の1つに本作を挙げている[346]。「ジョジョの奇妙な冒険 第3部 スターダストクルセイダース 総集編」Vol.3や『このミステリーがすごい！2023年版』では、本作の魅力を語るコラムを寄せた[347][348]。
- 柴崎友香 - 本作のファンであり、荒木との対談も行っている。
- 佐藤究 - 本作のファン[349]。「JOJO magazine 2022 WINTER」では、本作へのコラムを寄せた[350]。
- 似鳥鶏 - 本作のファン[351]。
- 瘤久保慎司 - 好きなエンターテインメント作品の1つに本作を挙げている。
- 珪素 - 影響を受けた作品の一つに本作を挙げている[68]。

#### お笑い芸人
- ケンドーコバヤシ - 本作のファン。バラエティ番組『雨上がり決死隊のトーク番組アメトーーク!』では企画「ジョジョの奇妙な芸人」を持ち込み、2度実現している。特に第2部の主人公・ジョセフについて、「この男の嫌いな言葉は、“頑張る”と“努力”。敵との対戦でめちゃくちゃ苦労してようやく勝ったのに「余裕勝ちだったぜ」と言うように、相手をナメきった上で勝つっていうこの男から人生の全てを学びました」と語る[352]。
- 中田敦彦 - 本作のファン。前述のケンドーコバヤシと共に「ジョジョの奇妙な冒険検定」を監修するほどである[353]。また自身のYouTubeチャンネルでは、本作を語る動画を投稿している。
- 小沢一敬 - 本作のファン。井戸田潤とのお笑いコンビ・スピードワゴンは作中に登場するロバート・E・O・スピードワゴンから取られている。またその縁で、2007年公開の映画『ジョジョの奇妙な冒険 Part1 ファントムブラッド』でゲスト出演を果たしている。
- 山崎静代 - 本作のファン。荒木の自宅に招かれて一緒にホームパーティーをしたこともある。キャラとしては特に第4部に登場する吉良吉影が好きだという[354]。
- 設楽統 - 本作のファン。また、自分の子供が産まれる際にもし男の子だったら名前を空条承太郎から取って「承太郎」にしようと思っていたという[355]。
- くっきー!（野性爆弾） - 本作のファン。2019年に放送された番組『ケンドーコバヤシ&野性爆弾くっきー JoJoジャーニー』では、ケンドーコバヤシと共にメインパーソナリティーを務めた[356]。
- 竹若元博（バッファロー吾郎） - 本作のファン。
- 麒麟 - 川島明・田村裕ともに本作のファン[357]。
- なだぎ武 - 本作のファン。
- ハリウッドザコシショウ - 本作のファン[358]。
- ヒロミ - 唯一読んだことがある漫画として本作を挙げている[359]。
- 石田たくみ（カミナリ） - 本作のファン。2024年12月に公開された本作のスペシャル番組ではゲストとして参加している[360]。

#### 俳優
- 岡田将生 - 本作のファン。敵こそがジョジョの最大の魅力だと語っており、中高生の時は本気でDIOや吉良吉影になりたかったという。また実写映画「ジョジョの奇妙な冒険 ダイヤモンドは砕けない 第一章」で虹村形兆役として出演したが、岡田は噴上裕也も演じてみたいと述べている[361]。
- 内田理央 - 本作のファン。ジョジョに惹かれる理由は、「たとえ運命が決まっていたとしても、それに立ち向かうことの素晴らしさを感じさせてくれるストーリー」だと語る。好きな部は4部と6部、好きなキャラクターはそれぞれ同部の岸辺露伴と空条徐倫、欲しいスタンドはエニグマである[362]。
- ディーン・フジオカ - 好きな漫画として本作を挙げており、特に3部が好きだという。なお仮に実写化するなら花京院典明を演じてみたいとも述べている[363]。
- 高橋一生 - 実写ドラマ『岸辺露伴は動かない』で主演・岸辺露伴役を務める。高校生の時から岸辺露伴が好きだったといい[364]、「大好きな本だったので、まさかまさかの展開に僕は電話を受けて、岸辺露伴の役でと言っていただいた時は小躍りですね」とオファーが来た際の心境を語っている[365]。
- 船越英一郎 - 大の漫画好きであり、本作についても精通している。自身の番組『週刊少年「」』では荒木との対談を果たした。
- 谷原章介 - 本作のファン。『魔少年ビーティー』や『バオー来訪者』の頃から荒木作品のファンであり、情報バラエティ番組「王様のブランチ」で荒木と共演した際にはその強い愛が話題となった[366]。
- 西野七瀬 - 本作のファン。高校生の時に本作が好きになって以来、大ファンだという。事あるごとにジョジョ立ちを披露しており、特に乃木坂46のメンバーだった時はミュージックステーションに出演する際、毎回ジョジョ立ちを披露していた。
- 池田エライザ - 本作のファンで、SNSで本作にちなんだコーディネートを披露したことがある[367]他、『JOJO magazine 2023 WINTER』ではインタビューなどが掲載された[368]。
- 青木崇高 - 本作のファン[369]。
- 奥智哉 - 本作のファン[369]。
- 窪塚洋介 - 本作のファン。妻の菅原優香も本作のファンであり、2人で本作に登場するキャラクターのコスプレを披露したことがある[370]。
- ハ・ヨンス - 本作のファン。本作を通して日本語を学んだと語っており、『JOJO magazine 2024 WINTER』ではインタビューなどが掲載された[371]。
- 井浦新 - 本作のファンで、荒木作品について様々な影響と学びを受けて育った特別なものであるとしている。実写映画『岸辺露伴は動かない 懺悔室』には田宮役で出演した[372]。

#### 声優
- 川澄綾子 - 本作のファン。中学生の時に読んだ3部からはまり最新作まで全巻所持しているなど、声優界でも指折りのジョジョファンとして知られる[373]。のちにTVアニメ版エリナを演じることになる。またウェブラジオ「JOJOraDIO」での発言から、ファンや共演者・関係者などから「川澄総監督」と呼ばれている。
- 伊丸岡篤 - 本作を含め荒木作品の愛読者であり、TVアニメではシュトロハイムを演じている。
- 小野大輔 - 本作のファン。「大学時代にこれからの自分の指針を決めてくれた作品。声優として仕事をしているのも元をただせばジョジョだった[374]」「青春時代のバイブル」「生きる糧にしていた作品[375]」と語るなど、筋金入りのジョジョファンである。TVアニメでは空条承太郎を演じており、ラジオやイベントでは強すぎる愛をたびたび暴走させている。
- 三宅健太 - 本作のファン。TVアニメではモハメド・アヴドゥルを演じており、オーディションの際はジョジョを好きすぎるが故に極度の緊張状態になってしまい、不合格になりかけたという。
- 櫻井孝宏 - 本作のファン。連載開始当初からジョジョを読んでいる。一番好きな部は4部であり、特に好きなキャラクターとしてトニオ・トラサルディーを挙げている。ジョジョの魅力は、読者側に解釈を委ねるような、説明を省いた余地があるという点だと語っている[376]。TVアニメでは岸辺露伴を演じる。
- 諏訪部順一 - 本作のファン。『魔少年ビーティー』『バオー来訪者』から荒木作品を読んでおり、本作も1部から愛読している。TVアニメでは、テレンス・T・ダービー、レオーネ・アバッキオの2役を演じる。
- ファイルーズあい - 本作のファン。本作が人生のバイブルであり、特に『ストーンオーシャン』主人公の空条徐倫については「私のなりたい女性像」で、高校でクラスに馴染めず苦しい思いをしていた時も「徐倫だったらこんなことで泣かない! 」と自信を奮い立たせていたという。初めての演技もSkype上でジョジョファンが集まって行う朗読会だった。養成所を選んだ理由もアニメでツェペリ役だった塩屋翼が講師であったからである[377]。後にTVアニメで空条徐倫を演じることになり、シンデレラ・ストーリーだと話題になった。
- 上坂すみれ - 中学生以来のバイブルとして本作を挙げている。
- 柿原徹也 - 本作の大ファンを公言している。子供の頃は絵柄が苦手で手を付けていなかったが、大人になってちゃんと読んだら驚くほど面白くファンになったという[378]。
- 今井麻美 - 本作のファンを公言しており、本作無くして自分の人生は語れないという。

#### ミュージシャン
- SOUL'd OUT - メンバー全員が本作の大ファンであり、荒木と対談を行ったこともある。映画『ジョジョの奇妙な冒険 Part1 ファントムブラッド』の主題歌を担当した他、「ウェカピポ」や「Magenta Magenta」といった曲がジョジョのキャラクター名に採用されている。
- ハマ・オカモト（OKAMOTO'S） - 本作のファン。ジョジョの面白さは「登場人物全員にきちんと存在理由があるから」だとしており、一番思い入れがあるのは3部、一番読んでいるのは5部だとも語る[379]。
- 小出祐介 - 本作のファン。自らがリーダーを務めるBase Ball Bearのシングル「BREEEEZE GIRL」のジャケットには第4部に登場する山岸由花子のイラストを起用した[380]。
- 井口理（King Gnu） - 自分の人格形成に大きく関わった作品として本作を挙げており、荒木との対談も果たした[381]。
- 樫野有香（Perfume） - 本作のファン。最初は絵柄がどうしても受け入れられず読まず嫌いをしていたが、ある人に勧められて読んでみたところハマって大ファンになったという。以来LiveのMCでジョジョのトークをしたり、ジョジョ立ちをしたままラジオを収録したりしている。
- 中田ヤスタカ - 好きな漫画に本作を挙げている。7部で自身が作曲したPerfumeの楽曲「チョコレイト・ディスコ」がスタンド名として使われた際は感動したそうである。
- きゃりーぱみゅぱみゅ - 愛読書の1つに本作の名前を挙げている[382]。
- 綾小路翔（氣志團） - 本作のファン。バンドの代表曲の1つ「スウィンギン・ニッポン」の歌詞には本作の台詞が引用されている他、15周年ツアーでは本作にインスパイアされた衣装が用いられた。
- yukihiro（L'Arc〜en〜Ciel） - 本作のファン。Shinya（DIR EN GRAY）とは本作をテーマにした対談を行っている。
- 彼女 IN THE DISPLAY - アーティスト写真でメンバー全員がジョジョ立ちをしたり、楽曲名やアルバム名など自身の作品の大半を本作に登場するスタンド名などから名付けている[383]。
- Dirty Loops - ジャパニーズ・カルチャーを敬愛しており、彼らの強い要望で荒木がジャケット書き下ろしたことがある[384]。
- ロバート・フリップ（キング・クリムゾン） - 第5部に登場するスタンド「キング・クリムゾン」について自身のフェイスブックで言及したことがある[385]。
- 石川さゆり - 2012年に発売された40周年記念アルバム「X‐Cross‐」のジャケットを荒木が担当し、石川も「和服のジョジョ立ちはいかがですか？」とコメントした[386]。
- 酒井雄二（ゴスペラーズ） - 本作のファン。テレビアニメで空条承太郎を演じた小野大輔に楽曲を提供したこともある[387]。
- The Mirraz - 畠山承平（Vo）が本作のファン[388]。ライブで本作の仮装をしたり[389]、本作をイメージした楽曲を制作したりしている[390]。
- メーガン・ザ・スタリオン - 日本のアニメ作品を敬愛しており、本作の大ファンでもある。2022年に来日した際にはアニメシリーズ10周年記念展に訪れた[391]。
- ビリー・アイリッシュ - 日本のアニメ作品等を敬愛し、SNSにて本作に登場するディオ・ブランドーが描かれたジャケットを披露したことがある[392]。
- マーティ・フリードマン - 『「ジョジョの奇妙な冒険」で英語を学ぶ！』にて監修を担当した[393]。
- あらき - 本作を人生のバイブルとしている[394]。
- go!go!vanillas - メンバー全員が本作のファン。バンド名も、「GO!GO!」と「ヴァニラ」という本作に登場する言葉が由来となっている[395][396]。
- 成瀬瑛美 - 本作のファン[397]。YouTubeで公開されたスペシャルクイズ番組「ジョジョの奇妙な問題に答えよう！」第2弾には回答者として出演した。
- 長尾謙杜（なにわ男子） - 本作のファン。実写映画『岸辺露伴 ルーヴルへ行く』では主人公・岸辺露伴の青年期を演じた[398][399]。
- 般若 - 本作のファン。全ての漫画の中で本作が一番好きだと語っており、人生のバイブルだとしている[400]。
- DOTAMA - 読んで衝撃を受けた最初の作品として本作を挙げている。一番好きな主人公はジョセフ・ジョースター、一番好きな話は第4部だとしており、自身の楽曲にその影響を受けたものもあるとインタビューで答えている[401]。

#### スポーツ選手
- 田中刑事 -本作のファン。好きが転じて、演技で使用する楽曲にアニメ「ジョジョの奇妙な冒険 ダイヤモンドは砕けない」のテーマソングを使用したり、エキシビジョンを同部の主人公・東方仗助のコスプレで演じたりしている。
- 本多灯 - 本作のファン。東京オリンピックでメダルを獲得した際の取材中などでジョジョ立ちを披露している。
- 山内晶大 - 本作のファン。特にジョナサンとジョセフが好きだと語る[402]。
- 志摩ノ海 - 本作のファン。2022年の大相撲春場所・初日の幕内土俵入りでは第4部に登場する岸辺露伴とその名台詞「だが断る」が描かれた化粧まわしを披露し話題となった[403][404]。
- ジョナサン・ジョセフ - 2019年に東京で行われたラグビーワールドカップでイングランド代表として参加し、名前などが本作を連想させるとしてインターネット上で話題となった。
- 大谷翔平 - 2024年7月23日、試合の登場曲にテレビアニメ5部で使用された処刑用BGM「il vento d'oro」を起用して話題となった（この日は「ウーマンズ・ナイト」であり、選曲したのは妻の田中真美子である）。2025年4月にはテレビアニメのEDに使用されたイエスの「ラウンドアバウト」も使用している[405]。また身長や体重などが本作に登場するキャラクターと極めて近いこともあり、そちらも話題となることがある[406]。
- 村竹ラシッド - 2024年パリオリンピックで男子110メートル障害決勝に出場した際、入場時にジョジョ立ちを披露し話題となった[407]。
- 瀬戸レア - 本作のファン。ニックネームは「闘うジョジョラー」[408]。リングネームの「瀬戸」は推しキャラである3部の登場人物、アレッシーのスタンド「セト神」が由来である[409]。

#### クリエイター・ディレクター
- 桜井政博 - 本作のファン。特に2部が好きだと語る。また荒木と同じく年齢に反して見た目が若いと言われており、よくネタにされる。
- 蜷川実花 - 本作を始めとする荒木作品の大ファンであり、2009年には荒木と対談も行っている[410]
- ZUN - 本作のファン。代表作『東方Project』では本作のパロディが多く存在する。
- 河津秋敏 - 本作を含めた荒木作品のファンであり、自身が作品を創る際に似ないよう気を付けていると発言している[411]。
- ロバート・ロドリゲス - 来日中にバラエティ番組『YOUは何しに日本へ?』のインタビューに出演し、本作のファンであることを明かしている。

#### その他タレント・著名人
- 叶姉妹 - 2人とも本作のファン。アニメ「ジョジョの奇妙な冒険 黄金の風」が放送された際には5部までの好きなジョジョキャラクターランキングを発表しているほか、オフィシャルブログではクオリティの高いジョジョのコスプレを披露して大きな反響が寄せられた[412]。
- 中川翔子 - 本作のファン。2014年には、公演中にジョジョ立ちを披露した際に尾骨を骨折した[413]。
- 飯窪春菜 - 一番好きな漫画として本作を挙げ、バラエティ番組『雨上がり決死隊のトーク番組アメトーーク!』に『ジョジョの奇妙な芸人』として出演したいと述べている[414]。
- NAOTO（EXILE） - 本作のファン。自身が漫画好きになった原点ともいえる作品だと語っている[415]。2019年には"HONESTBOY®"名義でアニメ「ジョジョの奇妙な冒険 黄金の風」とのコラボレーション商品を発表している[416]。
- カジポン・マルコ・残月 - 本作のファン。2002年から友人の鬼教官と共に表紙のポーズを実際に演じるジョジョ立ちを開始。2007年には連載20年を記念して東北大学にて荒木先生とコラボすることとなった[417]。
- 松澤千晶 - 本作のファン。テレビアニメシリーズのイベントでは司会も務めている。
- 内田敦子 - 本作のファンであり、心を救ってもらったと話す。2018年に荒木に取材したことを「Oha!4 NEWS LIVE」の仕事で一番思い出に残っていると語り、その際に撮ったツーショット写真をスマホの待ち受け画像にしている[418]。

### テレビ
2010年に放映されたテレビドラマ『SPEC〜警視庁公安部公安第五課 未詳事件特別対策係事件簿〜』は、時を止める能力者ニノマエジュウイチ（一十一）が登場するなど、『ジョジョの奇妙な冒険』へのオマージュとして話題になっていた。その後、2012年に公開された劇場版『劇場版 SPEC〜天〜』では、上映開始前に同作の公式ツイッターへ「ちなみに『SPEC 天』には『ジョジョの奇妙な冒険』が出演します。ちゃんと許諾をいただきました」とのコメントが出され、劇中に『ジョジョの奇妙な冒険』の単行本が小道具として使用されている。
バラエティ番組『雨上がり決死隊のトーク番組アメトーーク!』では、ジョジョ好き芸人たちによる『ジョジョの奇妙な芸人』が2度放送されている。

### 大学入試
2016年2月に実施された国士舘大学の前期入学試験（A日程）における選択科目「地理B」の題3問にて、本作第3部「スターダストクルセイダース」が日本からエジプトまで旅するロードムービー形式の作品であることを説明した上で、その旅のルートを地図で示し10個の小問に答えるという問題が出題された。
これについて国士舘大学の広報課は、「出題内容であるアジア〜北アフリカの地誌を解くにあたって、受験生が対象地域をスムーズにイメージするための導入部分として用いました。また、地理という科目は我々の日常生活と結びついており、身の回りのいろいろなところに地理的なものは転がっているのだということを、多くの人に知ってほしいという意図もあります」としている。また「もちろん『ジョジョの奇妙な冒険』そのものを問題にしているわけではないので、この作品を読んだことがある受験生と、全く知らない受験生との間に、問題を解答するにあたって有利・不利がないような問題となっています」とも答え、作品を知っているかどうかで不公平が生じるようなことは無いとも説明した。
これを受けネット上では、「国士舘受けとけば良かった」「完全に趣味じゃねぇか」「作品への愛がだだ漏れ」「これ作った教授、ジョジョ好きなんだろうか」「導入がジョジョなだけで、まともな地理の問題」といった声が挙がった。

### 競馬
2024年3月10日に中山競馬場で実施された中山10レース「東風ステークス」で、1着が「ディオ」、2着が「ノースザワールド」となり、それぞれ本作に登場するディオ・ブランドーとそのスタンドであるザ・ワールドを連想させると話題になり、Xでは「ジョジョ馬券」が一時トレンド入りした。なお3着となった「ホウオウビスケッツ」も花京院典明のスタンド・ハイエロファントグリーン（法王の緑）を連想させるものとなっている。
この「ジョジョ馬券」について、生産者の下河辺牧場は前日に公式Xで「DIO様とノース“ザ・ワールド”」「ジョジョ馬券でよろしくお願いします」とポストしており、それが実現した形となった。

### ジョジョ婚
2024年5月16日、俳優の高橋一生と飯豊まりえが結婚を発表した。2人は本作を題材としたスピンオフ作品『岸辺露伴は動かない』の実写ドラマで共演しており、それがきっかけで交際へと発展したという。そのため、XをはじめとしたSNS上では「ジョジョ婚」と祝福の声が挙がった。
このことについて原作者の荒木も祝福のコメントを寄せた他、『ジョジョの奇妙な冒険』公式Xは「『祝福』いたします」とメッセージを投稿した。

### 論争
Part3のOVA作品『ジョジョの奇妙な冒険 Adventure6 -報復の霧-』の中でディオ・ブランドーがアラビア語の書物を読みながら主人公一行の殺害を部下に命じるシーンがあり、この書物の文章がコーランの一説「雷電章」の引用であったことが判明した。これを鑑賞した一部の人間が「イスラム教に対する侮辱で受け入れられない」として反発し、また外務省の報道官の談話（2008年5月23日付）でもこの問題が取り上げられた。
原因は制作会社が雰囲気を出すためにアラビア文字の資料を探したところ、コーランであることを知らずに転写したためと判明する（原作ではコーランは描かれていない）。集英社と制作会社は「心よりおわび申し上げます。イスラームとその文化についての理解を一層深めるべく、努力する所存です」とコメントし、該当DVDの出荷を停止。また原作にもモスクの描写に不適切な表現があったとして、Part3（第3部）の単行本・文庫版に加え、画集2冊の計29冊について出荷停止の措置がとられたが、その後の2009年2月より原作の該当箇所を訂正した改訂版が販売再開されている。